# Développement durable

Diagramme de Venn du développement durable, à l'intersection de trois préoccupations, dites « les trois piliers du développement durable ».
Les descriptions des intersections partielles peuvent varier.

Le développement durable, parfois qualifié de développement soutenable par anglicisme (sustainable development), est une conception du développement qui s'inscrit dans une perspective de long terme et en intégrant les contraintes environnementales et sociales à l'économie. Selon la définition donnée dans le rapport de la Commission mondiale sur l'environnement et le développement de l'Organisation des Nations unies, dit rapport Brundtland, où cette expression est apparue pour la première fois en 1987, « le développement durable est un développement qui répond aux besoins du présent sans compromettre la capacité des générations futures de répondre aux leurs ».
Cette notion s'est imposée à la suite de la prise de conscience progressive, depuis les années 1970, de la finitude écologique de la Terre, liée aux limites planétaires à long terme. La notion fait toutefois l'objet de critiques, notamment de la part des tenants de la décroissance, pour lesquels cette notion reste trop liée à celle de la croissance économique, mais aussi de la part de ceux qui y voient un frein au développement.
Dix-sept objectifs de développement durable ont été définis en 2015 par l'Organisation des Nations unies (ONU). Ces objectifs s'inscrivent dans le cadre de l'agenda 2030, adopté par les États membres de l’ONU pour éradiquer la pauvreté, protéger la planète et garantir la prospérité pour tous d’ici à 2030.

## Définition du développement durable
La première définition du développement durable apparaît en 1987 dans le rapport Brundtland publié par la Commission mondiale sur l'environnement et le développement :
« Le développement durable est un développement qui répond aux besoins du présent sans compromettre la capacité des générations futures de répondre aux leurs. Deux concepts sont inhérents à cette notion :
- le concept de « besoins », et plus particulièrement des besoins essentiels des plus démunis, à qui il convient d'accorder la plus grande priorité, et
- l'idée des limitations que l'état de nos techniques et de notre organisation sociale impose sur la capacité de l'environnement à répondre aux besoins actuels et à venir. »

En 1991, Ignacy Sachs propose une définition proche de ce qu'il nomme l'écodéveloppement : « développement endogène et dépendant de ses propres forces, soumis à la logique des besoins de la population entière, conscient de sa dimension écologique et recherchant une harmonie entre l'homme et la nature »,.

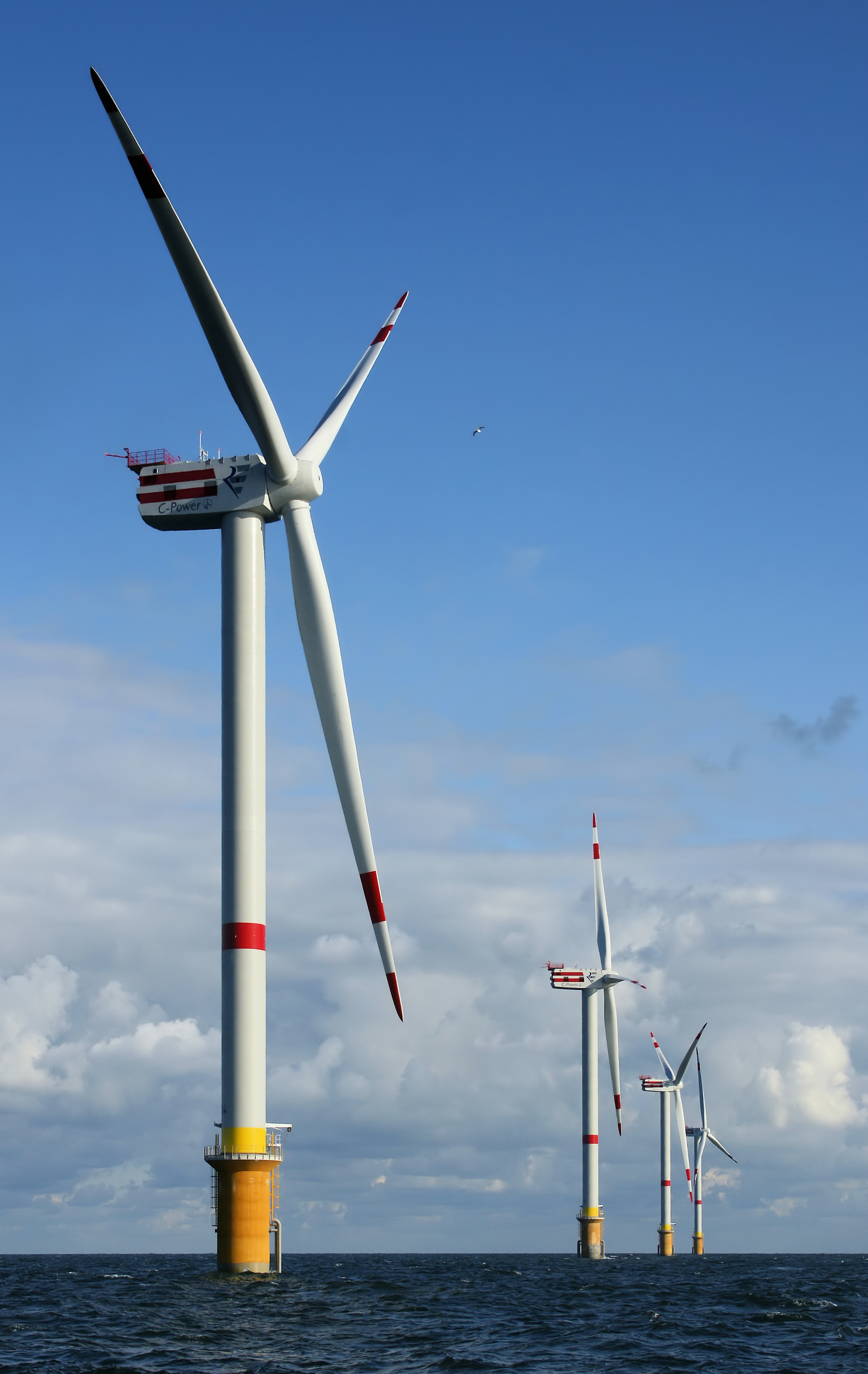
La ressource renouvelable qu'est le vent alimente cette éolienne de 5 MW dans un parc éolien à 28 km au large de la Belgique.

Parmi les besoins essentiels, représentés par la pyramide des besoins de Maslow, figurent en premier lieu les besoins indispensables à l'être humain en tant qu’élément de base vivant dans un environnement défini, que l'on appelle les besoins primaires ou physiologiques. Parmi ceux-ci figure notamment le besoin de se reproduire, qui établit pour les individus une filiation et assure de la sorte le renouvellement des générations.
Face à la crise écologique et sociale qui se manifeste désormais de manière mondialisée (réchauffement climatique, perte drastique de biodiversité, raréfaction des ressources naturelles, pénuries d'eau douce, rapprochement du pic pétrolier, écarts entre pays développés et pays en développement, sécurité alimentaire, déforestation, croissance de la population mondiale, catastrophes naturelles et industrielles), le développement durable est une réponse de tous les acteurs (États, acteurs économiques, société civile), culturels et sociaux, du développement. Tous les secteurs d'activité sont concernés par le développement durable : l'agriculture, l'industrie, l'habitat, l'organisation familiale, mais aussi les services (finance, tourisme, etc.).
Il s'agit enfin, en s'appuyant sur de nouvelles valeurs universelles (responsabilité, participation écologique et partage, principe de précaution, débat) d'affirmer une approche double :
- dans le temps : nous avons le droit d’utiliser les ressources de la Terre, mais le devoir d'en assurer la pérennité pour les générations futures ;
- dans l’espace : chaque humain a le même droit aux ressources naturelles de la Terre (principe de destination universelle des biens).

## Trois piliers: environnemental, social et économique
Le premier à avoir révélé la dimension multi-dimensionnelle et systémique des problèmes de notre époque est l'économiste français René Passet dans un ouvrage devenu classique : L'économique et le vivant (1979).
Les experts distinguent habituellement trois domaines de durabilité, qui sont l'environnemental, le social et l'économique. Plusieurs termes sont en usage pour ce concept. Les auteurs peuvent parler de trois piliers, dimensions, composantes, aspects, perspectives, facteurs. Les trois piliers apparaissent dans l'Agenda 21 défini à la Conférence des Nations unies sur l'environnement et le développement dite « sommet de la Terre de Rio » en 1992 :

« Les pays pourraient élaborer des systèmes de surveillance et d'évaluation des progrès accomplis dans le sens d'un développement durable, en adoptant des indicateurs qui permettent de mesurer les changements dans les domaines économique, social et environnemental. »

L'idée d'une durabilité avec trois dimensions est une interprétation dominante dans la littérature. Elle est confirmée par une résolution adoptée par les Nations unies au sommet mondial de 2005 :

« Nous réaffirmons que le développement est un objectif essentiel en soi et que le développement durable dans ses dimensions économiques, sociales et écologiques constitue un élément fondamental du cadre général de l’action de l’Organisation des Nations Unies. »

L'objectif du développement durable est de définir des schémas viables qui concilient ces trois aspects des activités humaines : « trois piliers » à prendre en compte par les collectivités comme par les entreprises et les individus. La finalité du développement durable est de trouver un équilibre cohérent et viable à long terme selon ces trois aspects.
Les économistes Ballet Jérôme, Bazin Damien et Mahieu François-Régis estiment que ces 3 domaines (ou piliers) ont des imbrications spécifiques. Ces auteurs ont montré que le développement soutenable peine à exister en tant que réelle alternative au modèle économique standard car le pilier social est considéré comme une interface entre les piliers économique et environnemental. Depuis les écrits de Amartya Sen et la notion de capabilité, il est admis que la soutenabilité sociale prime sur les deux autres piliers (économiques et environnementaux). Tenir compte de la dimension sociale comme une dimension à part entière permet de repenser la redistribution, la protection et la précaution sociale.
Pour les entreprises, en anglais, on parle des 3 P, « People, Planet, Prosperity », pour désigner ces trois piliers : People pour le social, Planet pour l'environnement, et Prosperity (ou Profit) pour l'économie. Ils sont associés à la notion de triple performance des entreprises (triple bottom line en anglais).
L'analyse extra-financière de la performance des entreprises s'appuie sur les deux piliers environnemental et social, auquel s'ajoute un pilier indispensable à la mise en œuvre de stratégies de développement durable : la gouvernance. Ces trois piliers constituent les critères environnementaux, sociaux et de gouvernance (ESG), le pilier économique étant pris en compte par la comptabilité classique.
La gouvernance consiste en la participation de tous les acteurs (citoyens, entreprises, associations, élus…) au processus de décision ; elle est de ce fait une forme de démocratie participative. Ainsi, plusieurs pays d'Afrique ont adopté des plans socio-économiques impliquant les collectivités locales via des moyens de production autonomes. Selon les termes du rapport Brundtland (1987), « le développement durable n'est pas un état statique d'harmonie, mais un processus de transformation dans lequel l'exploitation des ressources naturelles, le choix des investissements, l'orientation des changements techniques et institutionnels sont rendus cohérents avec l'avenir comme avec les besoins du présent ».

## Historique

### Histoire du mot
L'expression sustainable development, traduite par développement durable, apparaît dans la littérature scientifique au début des années 1980 (voir par exemple, les articles par Vinogradov ou Clausen de 1981), et pour la première fois dans une publication destinée au grand public en 1987 dans le rapport intitulé Our Common Future (Notre avenir à tous) de la Commission mondiale pour le développement et l'environnement de l'Organisation des Nations unies rédigé par la Norvégienne Gro Harlem Brundtland. L'historienne Chloé Maurel a montré le rôle important de l'ONU dans la création et la diffusion mondiale de cette notion séminale.
Une controverse sémantique portant sur la question de savoir s'il fallait parler de développement durable ou soutenable a existé depuis la deuxième traduction en français où l'éditeur canadien a traduit sustainable par le mot français soutenable.
Les tenants du terme « durable » plutôt que du mot « soutenable » insistent sur la notion de durabilité définie comme cohérence entre les besoins et les ressources globales de la Terre à long terme, plutôt que sur l'idée d'une recherche de la limite jusqu'à laquelle la Terre sera capable de nourrir l'humanité.
Cependant, la traduction du terme par soutenable, plutôt que durable, peut s'expliquer aussi par de vieilles traces du mot en langue française. En effet, on trouve le mot soutenir employé dans une optique environnementale dès 1346, dans l'ordonnance de Brunoy, prise par Philippe VI de Valois, sur l'administration des forêts, recommandant de les « soutenir en bon état ». Ainsi, en matière forestière, la notion de forêt cultivée soumise à une exigence de soutenabilité, un renouvellement perpétuel de la ressource, capable d'approvisionner une flotte navale, existe en France depuis plus de six siècles.

### Chronologie
L'émergence du concept de développement durable remonte au début du XXe siècle. L'idée d'un développement pouvant à la fois réduire les inégalités sociales et réduire la pression sur l'environnement a fait son chemin. Nous pouvons en retracer quelques jalons majeurs :
- 1864 : dans un contexte de révolution industrielle, l'érudit et diplomate américain George Perkins Marsh publie L'Homme et la Nature, où il remet en question le mythe du caractère inépuisable de la Terre[19].
- 1909 : émergence du concept de géonomie en Europe centrale.
- 1909 : Theodore Roosevelt tient un discours dans lequel il se préoccupe de la destruction des ressources naturelles et des générations futures : « Avec la croissance constante de la population et l’augmentation encore plus rapide de la consommation, notre peuple aura besoin de plus grandes quantités de ressources naturelles. Si nous, de cette génération, détruisons les ressources, […] qui seront nécessaires à nos enfants, si nous réduisons la capacité de notre terre à soutenir une population, nous diminuons le niveau de vie, nous enlevons même le droit à la vie des générations futures sur ce continent »[20].
- 1915 : Les premières dénonciations virulentes du gaspillage des ressources naturelles de la société industrielle sont dues à un biologiste et urbaniste écossais Patrick Geddes, considéré comme le précurseur du développement durable[21]
- 1949 : le président des États-Unis, Harry S. Truman, dans son discours sur l'état de l'Union, popularise le mot « développement » en prônant une politique d'aide aux pays sous-développés, grâce à l'apport de la connaissance technique des pays industrialisés. Il affirme que « tous les pays, y compris les États-Unis, bénéficieront largement d'un programme constructif pour une meilleure utilisation des ressources mondiales humaines et naturelles »[N 6].
- 1950, 18 octobre : Convention internationale sur la protection des oiseaux, conclue à Paris[22].
- 1951 :
  - L'Union internationale pour la conservation de la nature publie le premier rapport sur l'état de l'environnement dans le monde[23].
  - Convention internationale pour la protection des végétaux, conclue à Rome le 6 décembre 1951.
- 1953 : l'économiste américain Howard Bowen pose les fondations de la responsabilité sociétale des entreprises en publiant Social Responsibilities of the Businessman.
- 1954, 12 mai : Convention internationale pour la prévention de la pollution de la mer par les hydrocarbures, conclue à Londres.
- 1961 : création du WWF (World Wildlife Fund) au Royaume-Uni.
- 1962 :
  - publication du livre L'Afrique noire est mal partie par l'agronome français René Dumont ;
  - publication du livre Printemps silencieux par Rachel Carson.
- 1965 : publication du livre de l'ornithologue français Jean Dorst Avant que nature meure, posant les fondements scientifiques de la biodiversité, et traduit en 17 langues[24].
- 1967 : 
  - publication du livre de Roderick Nash, Wilderness and the American Mind, parfois considéré comme le texte fondateur de l’histoire de l'environnement[25].
  - 1er mars : signature par le général de Gaulle du décret instituant les parcs naturels régionaux[26]
- 1968 :
  - 8 avril : création du Club de Rome regroupant quelques personnalités occupant des postes relativement importants dans leurs pays respectifs et souhaitant que la recherche s'empare du problème de l'évolution du monde pris dans sa globalité pour tenter de cerner les limites de la croissance économique après la croissance ininterrompue des Trente Glorieuses ;
  - 4-13 septembre : l'Organisation des Nations unies pour l'éducation, la science et la culture (Unesco) organise à Séville le colloque « Utilisation et conservation de la biosphère », conférence intergouvernementale d'experts sur les bases scientifiques de l'utilisation rationnelle et de la conservation des ressources de la biosphère[27], dont le rapport est dû pour une bonne part à François Bourlière et René Dubos[28] ;
  - Michel Batisse initie le Programme sur l'homme et la biosphère (Man & Biosphere, MAB) précurseur du concept de développement durable.
- 1969 : David R. Brower, transfuge du Sierra Club, fonde aux États-Unis l'association Friends of the Earth (Les Amis de la Terre).
- 1970 :
  - 28 février : « discours de Chicago » du président de la République française Georges Pompidou considéré comme celui fondateur sur l'environnement[29] ;
  - 16 novembre : à l'occasion du 25e anniversaire de la FAO à Rome, le pape Paul VI alerte sur les risques sur l'environnement : « la mise en œuvre de ces possibilités techniques à un rythme accéléré ne va pas sans retentir dangereusement sur l’équilibre de notre milieu naturel, et la détérioration progressive de ce qu’il est convenu d’appeler l'environnement risque, sous l’effet des retombées de la civilisation industrielle, de conduire à une véritable catastrophe écologique »[30].
- 1971 :
  - 7 janvier : création en France du ministère de la Protection de la nature et de l'environnement, attribué à Robert Poujade[31] ;
  - 2 février : signature de la Convention de Ramsar pour la conservation et l'utilisation durable des zones humides.
  - création officielle du Programme sur l'homme et la biosphère (MAB) à l'UNESCO[32] ;
  - 15 septembre : fondation au Canada de Greenpeace, organisation militante écologiste, en même temps qu'une action d'opposition à des essais nucléaires[33] ;
  - l'océanographe et photographe française Anita Conti publie L'Océan, les bêtes et l'homme, où elle établit le bilan de ses recherches quant aux conséquences de l'activité humaine sur l'océan[34].
- 1972 :
  - Le Club de Rome publie le rapport The limits to growth (Les limites à la croissance, traduit en français sous le titre Halte à la croissance ?, et également connu sous le nom de rapport Meadows), rédigé à la demande du Club de Rome par une équipe de chercheurs du Massachusetts Institute of Technology. Ce premier rapport donne les résultats de simulations informatiques sur l'évolution de la population humaine en fonction de l'exploitation des ressources naturelles, avec des projections jusqu'en 2100. Il en ressort que la poursuite de la croissance économique entraînera au cours du XXIe siècle une chute brutale des populations à cause de la pollution, de l'appauvrissement des sols cultivables et de la raréfaction des énergies fossiles. Le modèle n'est cependant pas encore à ce stade sectorisé par régions comme il le sera ensuite. Selon Bjørn Lomborg, nombre de ses prévisions se sont révélées fausses[35]. Au contraire, les auteurs eux-mêmes, dans leur mise à jour de 2004 intitulée Limits to Growth. The 30-Year Update, traduit en 2012 en français, estiment que la réalité est relativement conforme à leurs prévisions de 1972[36]. 
De nombreux autres travaux critiques de certaines limites du système économique de l'époque sont publiés : citons entre autres Nicholas Georgescu-Roegen et sa comparaison entre systèmes économique et thermodynamique[37], l'économiste français Ignacy Sachs[38] ou encore l'économiste britannique Ernst Friedrich Schumacher qui prône des solutions plus locales et moins technologiques et technocratiques, et insiste sur la permanence et la durabilité[39], dans son livre Small is beautiful.
  - 15 février : signature à Oslo de la Convention pour la prévention de la pollution marine par les opérations d'immersion effectuées par les navires et aéronefs.
  - 5 au 16 juin : la Conférence des Nations unies sur l'environnement de Stockholm expose notamment l'écodéveloppement, les interactions entre écologie et économie, le développement des pays du Sud et du Nord. Il sera rétrospectivement qualifié de premier Sommet de la Terre. C'est un échec relatif, sans compromis clair[40], mais la problématique semble dès lors posée : l'environnement apparaît comme un patrimoine mondial essentiel à transmettre aux générations futures.
  - juin : à l'issue de la conférence de Stockholm, création du Programme des Nations unies pour l'environnement (PNUE), organisation dépendant des Nations unies[41].
  - 16 novembre : adoption de la convention pour la protection du patrimoine mondial, culturel et naturel lors de la Conférence générale de l'UNESCO. Ce traité international réunit dans un même document les notions de patrimoine culturel et de patrimoine naturel. La Convention reconnaît l'interaction entre l'être humain et la nature et le besoin fondamental de préserver l’équilibre entre les deux[42].
- 1973 :
  - Convention sur le commerce international des espèces de faune et de flore sauvages menacées d'extinction (Convention de Washington) ;
  - 17 octobre : l’Organisation des pays arabes exportateurs de pétrole (OPAEP) décide une diminution de 5 % de ses livraisons de pétrole, début du Premier choc pétrolier[43] ;
  - 2 novembre : adoption de la Convention internationale pour la prévention de la pollution marine par les navires (Marpol) par l'Organisation maritime/internationale (OMI)[44].
- 1975 :
  - parution du livre de Joël de Rosnay Le Macroscope (sous titré Vers une vision globale), ouvrage français d'initiation à l'analyse systémique, incluant les aspects écologie, économie, ville[45] ;
  - 13 au 22 octobre : colloque sur l'éducation relative à l'environnement, à l'issue duquel a été adoptée à l'unanimité la charte de Belgrade.
- 1976 :
  - 16 février : Convention de Barcelone, sur la protection de la mer Méditerranée contre la pollution[46].
  - 10 juillet : en France, loi relative à la protection de la nature stipulant notamment le « devoir de chacun de veiller à la sauvegarde du patrimoine naturel dans lequel il vit »[47].
  - 10 juillet : Catastrophe de Seveso[48].
- 1977, 14-26 octobre : conférence intergouvernementale sur l'éducation relative à l'environnement, organisée par l'UNESCO à Tbilissi[49].
- 1979 :
  - 1er janvier : l'économiste français René Passet publie L'Économique et le vivant ;
  - Convention relative à la conservation de la vie sauvage et du milieu naturel de l'Europe (Convention de Berne) ;
  - Le philosophe Hans Jonas exprime cette préoccupation dans son livre Le Principe responsabilité ;
  - Deuxième choc pétrolier ;
  - Première Conférence mondiale sur le climat, à Genève (Suisse). À cette occasion, le Programme mondial sur le climat est lancé, sous la responsabilité de l’Organisation météorologique mondiale (OMM), du Programme des Nations unies pour l'environnement (PNUE) et du Conseil international des unions scientifiques (ICSU).
- 1980 : l'Union internationale pour la conservation de la nature publie un rapport intitulé Stratégie mondiale de la conservation : la conservation des ressources vivantes au service du développement durable[50] où apparaît pour la première fois la notion de « développement durable », traduite de l'anglais sustainable development[51].
- 1982 : première directive Seveso sur la prévention des risques industriels.
- 1984, 2-3 décembre : Catastrophe de Bhopal.
- 1985 : Convention de Vienne sur la protection de la couche d'ozone.
- 1986 : catastrophe nucléaire de Tchernobyl.
- 1987 :
  - une définition du développement durable est proposée par la Commission mondiale sur l'environnement et le développement (rapport Brundtland).
  - 16 septembre : signature du protocole de Montréal relatif aux substances qui appauvrissent la couche d'ozone.
- 1988 : création du groupe d'experts intergouvernemental sur l'évolution du climat (Giec).
- 1989 :
  - La Coalition for Environmentally Responsible Economies (CERES) définit des principes pour l'environnement, qui constituent le premier code de conduite environnemental.
  - Le patriarche orthodoxe Bartholomée Ier de Constantinople institue une prière pour la sauvegarde de la Création[52].
  - Échouement du pétrolier Exxon Valdez sur les côtes de l'Alaska, entraînant une importante marée noire.
- 1990 :
  - le premier rapport du Groupe d'experts intergouvernemental sur l'évolution du climat (Giec) commence à alerter la communauté internationale sur les risques du réchauffement climatique dus à la concentration dans l'atmosphère de gaz à effet de serre.
  - l'École polytechnique fédérale de Lausanne définit un Serment d'Archimède pour les ingénieurs et les techniciens, sur le modèle du Serment d'Hippocrate[53].
- 1991 :
  - 22 mai : le Premier ministre français Édith Cresson évoque le terme de développement durable dans son discours de politique générale[54] ;
  - l'économiste Manfred Max-Neef affine la définition du Rapport Brundtland avec sa théorie des besoins humains fondamentaux qui sert désormais de base à la réflexion sur un développement durable stratégique ;
  - création de la Commission Sauvegarde et Gérance de la Création au sein de Pax Christi-France[55].
- 1992 (3 au 14 juin) :

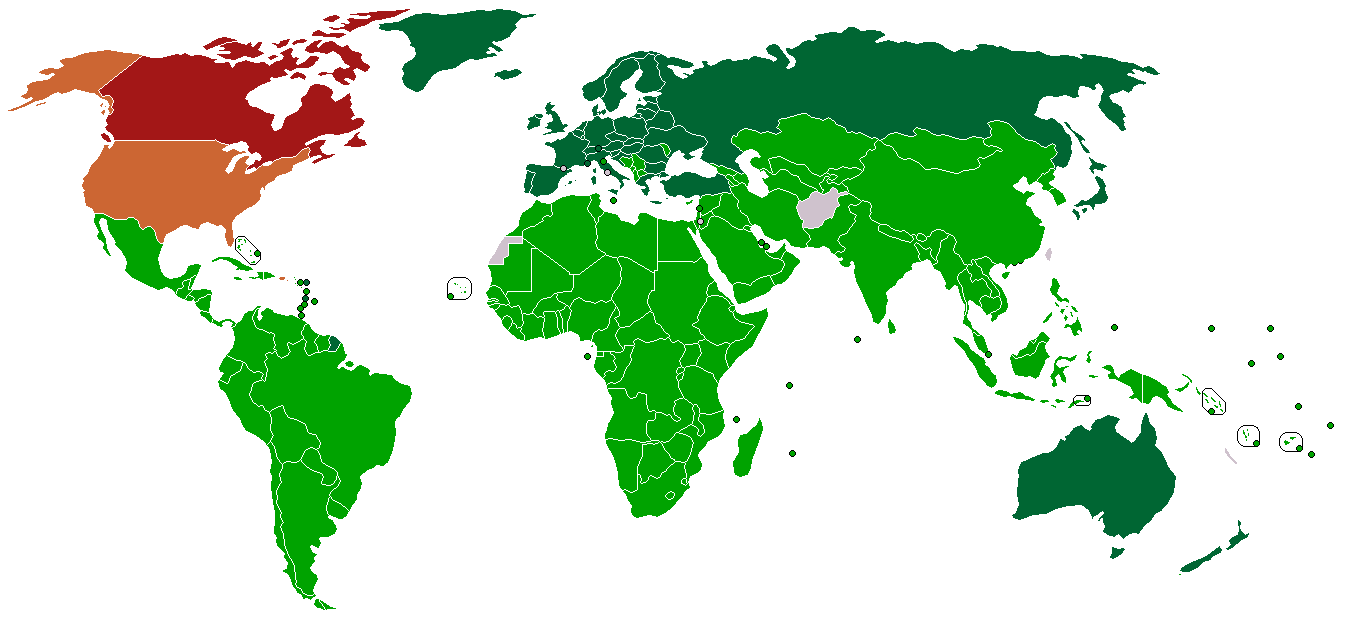
Participation au protocole de Kyoto en janvier 2011 :
Pays ayant ratifié le protocole.
Pays signataires refusant pour l'instant de le ratifier.
Pays s'étant retiré du protocole.
Pays encore non signataires.

  - Troisième conférence des Nations unies sur l'environnement et le développement (sommet de la Terre), à Rio de Janeiro. Consécration du terme « développement durable », le concept commence à être largement médiatisé devant le grand public. Adoption du programme Agenda 21, de la déclaration de Rio sur l’environnement et le développement, de la déclaration de principes concernant les forêts, de la convention-cadre des Nations unies sur les changements climatiques, de la convention des Nations unies sur la diversité biologique, de la convention des Nations unies sur la lutte contre la désertification. La définition Brundtland, axée prioritairement sur la préservation de l'environnement et la consommation prudente des ressources naturelles non renouvelables, sera modifiée par la définition des « trois piliers » qui doivent être conciliés dans une perspective de développement durable : le progrès économique, la justice sociale, et la préservation de l'environnement.
  - Le traité de Maastricht introduit le principe de précaution dans le droit européen[56].
- 1994 :
  - Première Conférence des Parties sur la biodiversité, à Nassau, aux Bahamas[57]
  - John Elkington introduit l'expression Triple bottom line pour désigner la triple performance environnementale, sociale et économique des entreprises ;
  - Convention des Nations unies sur la lutte contre la désertification ;
  - Publication de la charte d'Aalborg sur les villes durables, au niveau européen ;
  - Conférence internationale sur la population et le développement (en), au Caire.
- 1995 :
  - 28 mars au 7 avril : première Conférence des parties (COP 1) à Berlin[58] ;
  - 29 octobre : face aux défis de la sauvegarde de la planète, le colloque international « Écologie, éthique, spiritualités », organisé par Pax Christi France, débouche sur l'appel de Klingenthal ; il est suivi par plusieurs rencontres scientifiques, pluridisciplinaires et interreligieuses autour de l’eau, de l’air, de la terre, de la forêt et de la biodiversité[59] ;
  - novembre 1995 : conférence générale de l'Organisation des Nations unies pour l'éducation, la science et la culture (Unesco) à Séville, établissant un cadre statutaire pour les réserves de biosphère[60].
- 1996 : réintroduction des loups dans le parc national de Yellowstone (États-Unis) : dans les deux décennies qui suivent, la régulation des populations d'herbivores par ce prédateur permet de faire reverdir les paysages, la forêt repousse, trembles et saules stabilisent à nouveau les berges des rivières, castors et poissons reviennent… c'est un exemple spectaculaire de réussite d'un plan de gestion intégrée d'un territoire[61].

- Pays ayant ratifié le protocole.
- Pays signataires refusant pour l'instant de le ratifier.
- Pays s'étant retiré du protocole.
- Pays encore non signataires.

- 1997 (1er au 12 décembre) : 3e conférence des Nations unies sur les changements climatiques, à Kyoto, au cours duquel sera établi le protocole de même nom.
- 1998 : Nations unies, Convention d'Aarhus sur l'accès à l'information, la participation du public au processus décisionnel et l'accès à la justice en matière d'environnement.
- 1999 : Tempêtes de fin décembre 1999 en Europe.
- 2000 :
  - 29 juin : adoption à La Haye de la Charte de la Terre.
  - Les Nations unies adoptent les Objectifs du millénaire pour le développement.
  - Le Pacte mondial des Nations unies lancé par Kofi Annan lors du Forum économique mondial affirme la « responsabilité sociétale des entreprises » relative à la corruption autant qu'aux conditions de travail et aux droits de l'homme[62].
- 2001 : la Déclaration universelle de l'UNESCO sur la diversité culturelle affirme pour la première fois que la diversité culturelle est « gage d'un développement humain durable »[63].
- 2002 : (26 août au 4 septembre) : Sommet mondial sur le développement durable (Sommet de Johannesburg) ; en septembre, plus de cent chefs d'État, plusieurs dizaines de milliers de représentants gouvernementaux et d'ONG ratifient un traité prenant position sur la conservation des ressources naturelles et de la biodiversité. Quelques grandes entreprises françaises sont présentes[64]. À cette occasion, le président de la République française Jacques Chirac déclare : « Notre maison brûle et nous regardons ailleurs ».
- 2003: Canicule européenne de 2003.
- 2004 :
  - Le 8 mai Cités et Gouvernements locaux unis approuve l'Agenda 21 de la culture, qui relie les principes du développement durable l'Agenda 21 avec les politiques culturelles ;
  - Adoption, en France, d'une charte de l'environnement, insistant sur la notion de devoir et sur le principe de précaution ;
- 2005 :
  - Entrée en vigueur du protocole de Kyoto sur la réduction des émissions de gaz à effet de serre dans l'Union européenne ;
  - Publication de l'évaluation des écosystèmes pour le millénaire ;
  - La conférence générale de l'Unesco adopte la Convention sur la protection et la promotion de la diversité des expressions culturelles où la diversité culturelle est réaffirmée comme « un ressort fondamental du développement durable des communautés, des peuples et des nations »[65] ;
  - Premier article de Glenn Albrecht sur la solastalgie, forme de détresse psychique causée par les changements environnementaux.
- 2006 : publication du rapport Stern sur l'économie du changement climatique (en anglais Stern Review on the Economics of Climate Change), compte rendu sur l'effet du réchauffement global sur la planète rédigé par l'économiste britannique Nicholas Stern pour le gouvernement du Royaume-Uni[66].
- 2008 : lancement de l'initiative internationale Reducing Emissions from Deforestation and Forest Degradation des Nations unies, en vue de réduire les émissions dues à la déforestation et à la dégradation des forêts.
- 2009 : conférence de Copenhague de 2009 sur les changements climatiques.
- 2010 :
  - conférence de Cancún de 2010 sur les changements climatiques ;
  - 18 au 29 octobre : conférence de Nagoya sur la biodiversité aboutissant aux objectifs d'Aichi[67].
- 2011 : le 5 ou 12 décembre, le Canada se retire du protocole de Kyoto.
- 2012 :
  - 20 au 22 juin : nouveau Sommet de la Terre à Rio (Brésil) aussi appelé Rio+20 ; le terme officiel est Conférence des Nations unies sur le développement durable ;
  - 21 avril : création de la Plateforme intergouvernementale scientifique et politique sur la biodiversité et les services écosystémiques (IPBES).
- 2015 :
  - 18 juin : publication de l'encyclique Laudato si' du pape François « sur la sauvegarde de la maison commune » ; François s'empare de la question écologique et propose une démarche fondée sur l'écologie intégrale ;
  - 17 aout : en France, loi relative à la transition énergétique pour la croissance verte ;
  - 1er septembre : première journée mondiale de prière pour la sauvegarde de la Création ;
  - 25 septembre : publication par l'ONU des Objectifs de développement durable, prenant la suite des Objectifs du millénaire pour le développement ; l'Agenda 2030 prend la suite de l'Agenda 21.
  - 28 et 29 novembre : premières marches mondiales pour le climat ;
  - 30 novembre au 12 décembre : conférence de Paris de 2015 sur les changements climatiques (COP21) ;
- 2016 :
  - 26 juillet : le Solar Impulse achève avec succès son tour du monde ; c'est le premier avion à avoir effectué un tour du monde sans carburant ni émission polluante pendant le vol.
  - 15 octobre : accord de Kigali, prévoyant l'abandon progressif des gaz de type hydrofluorocarbures (HFC).
- 2017 :
  - 1er juin : les États-Unis décident de se retirer de l'accord de Paris sur le climat.
  - 12 décembre : One Planet Summit, réunion internationale sur les changements climatiques qui s'est tenue à La Seine Musicale, sur l'île Seguin, à Boulogne-Billancourt (France).
- 2018 :
  - 28 août : en France, démission du ministre de la Transition écologique Nicolas Hulot, qui met en cause un « modèle économique responsable de tous ces désordres climatiques »[68].
  - 8 septembre : première marche pour le climat organisée en France.
- 2019 :
  - 15 mai : en France, création du Conseil de défense écologique lors d'un Conseil des ministres, annoncée par le président Emmanuel Macron, lors de sa conférence de presse du 25 avril faisant suite au grand débat national.
  - 22 mai : en France, la Loi relative à la croissance et la transformation des entreprises (dite loi Pacte) introduit dans le droit des sociétés français le statut d'entreprise à mission, qui donne à l'entreprise une finalité d’ordre social ou environnemental en plus du but lucratif.
  - 25 novembre : à l'occasion de la Conférence de Madrid de 2019 sur les changements climatiques (COP25), déclaration relative à l’urgence climatique du Conseil œcuménique des Églises[69].

- 2020 :
  - 29 juin : en France, la Convention citoyenne pour le climat est reçue par le président de la République Emmanuel Macron pour entendre l'exposé et communiquer ses réponses.
  - Octobre : sur saisine du gouvernement français demandant « une étude méthodologique approfondie pour mieux déterminer l’empreinte carbone des produits importés en France », le Haut Conseil pour le climat publie un rapport « Maîtriser l'empreinte carbone de la France »[70].
- 2021 à 2023 : Sixième rapport d'évaluation du GIEC.
- 2022 :
  - Sécheresse de 2022 en Europe.
  - La Loi sur la réduction de l'inflation de 2022 (Inflation reduction act) de Joe Biden prévoit 370 milliards de dollars pour aider les entreprises américaines à lutter contre le réchauffement climatique ; le plan, présenté lors de la COP27, est vivement critiqué par Emmanuel Macron lors de son déplacement aux États-Unis en décembre ; le président français fustige une distorsion de concurrence qui peut « fragmenter l'Occident »[71].
  - novembre : le Conseil de l'Union européenne donne son feu vert définitif à la directive sur la publication d'informations en matière de durabilité par les entreprises (Corporate Social Reporting Directive, CSRD)[72]
  - 7 au 19 décembre : conférence de Montréal sur la biodiversité aboutissant au Cadre mondial de la biodiversité de Kunming à Montréal, plan stratégique pour la biodiversitéde la décennie 2020 ;
  - 11 décembre : présentation par la Commission européenne du Pacte vert pour l'Europe (European Green Deal) visant à rendre l'Europe climatiquement neutre en 2050.
- 2023 :
  - 4 octobre : à l'occasion de la fête de saint François d'Assise qui clôt le Temps de la Création, et à l'approche de la Conférence de Dubaï de 2023 sur les changements climatiques (COP 28), le pape François publie une suite à l'encyclique Laudato si', l'exhortation apostolique Laudate Deum où il appelle les dirigeants à prendre leurs responsabilités : « on ne peut qu’attendre des formes contraignantes de transition énergétique qui présentent trois caractéristiques : efficaces, contraignantes et facilement contrôlables » (LD 59).
- 2024 :
  - 31 janvier : transposition de la directive européenne CSRD (Corporate Sustainability Reporting Directive) sur la publication d'informations en matière de durabilité par les entreprises, en droit français[73].
- 2025 :
  - 9 au 13 juin : troisième Conférence des Nations unies sur l'océan à Nice en France, dont le thème principal est « Accélérer l’action et mobiliser tous les acteurs pour conserver et utiliser durablement l’océan »[74].

## Enjeux

### Crise écologique et sociale

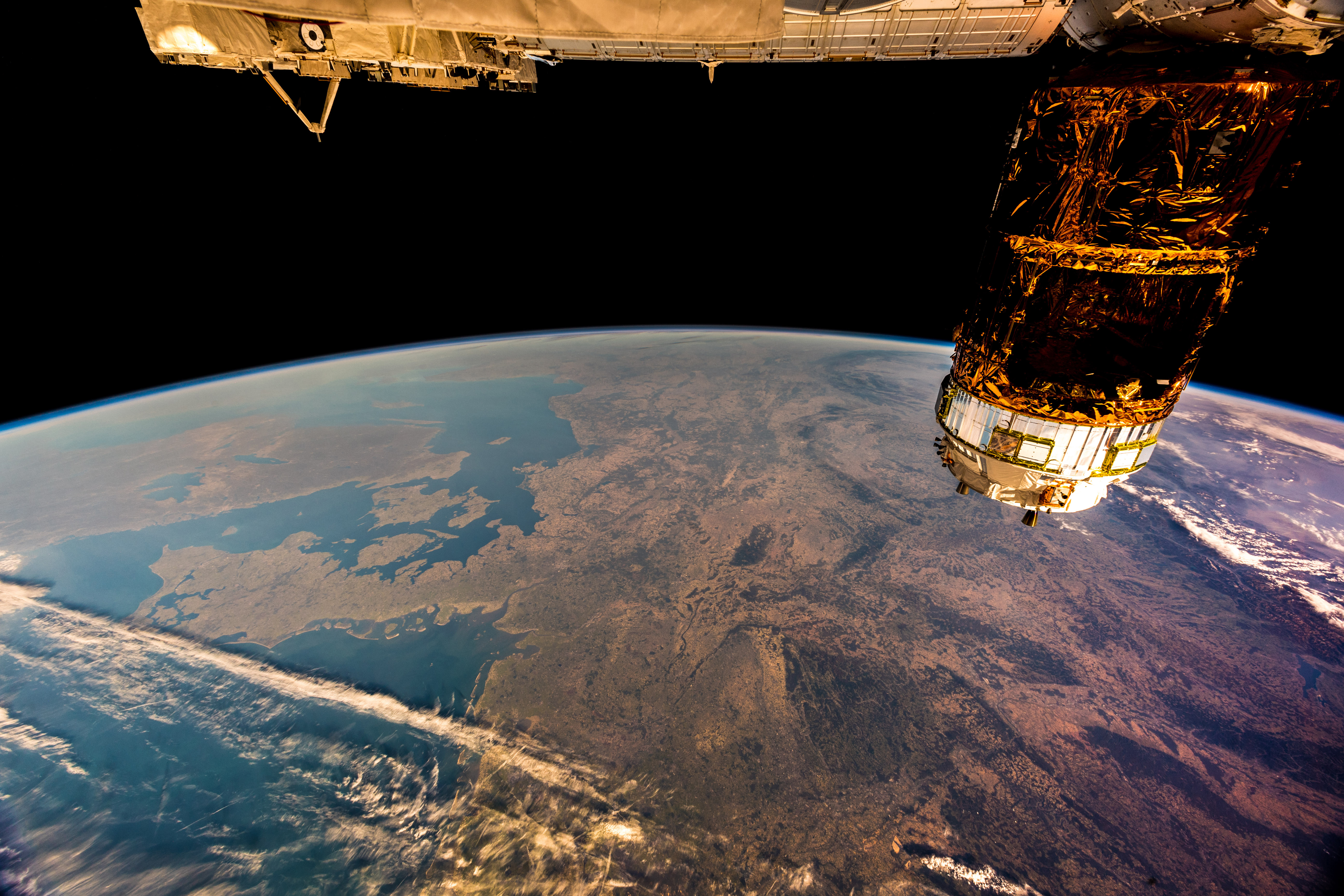
Déforestation en Europe.

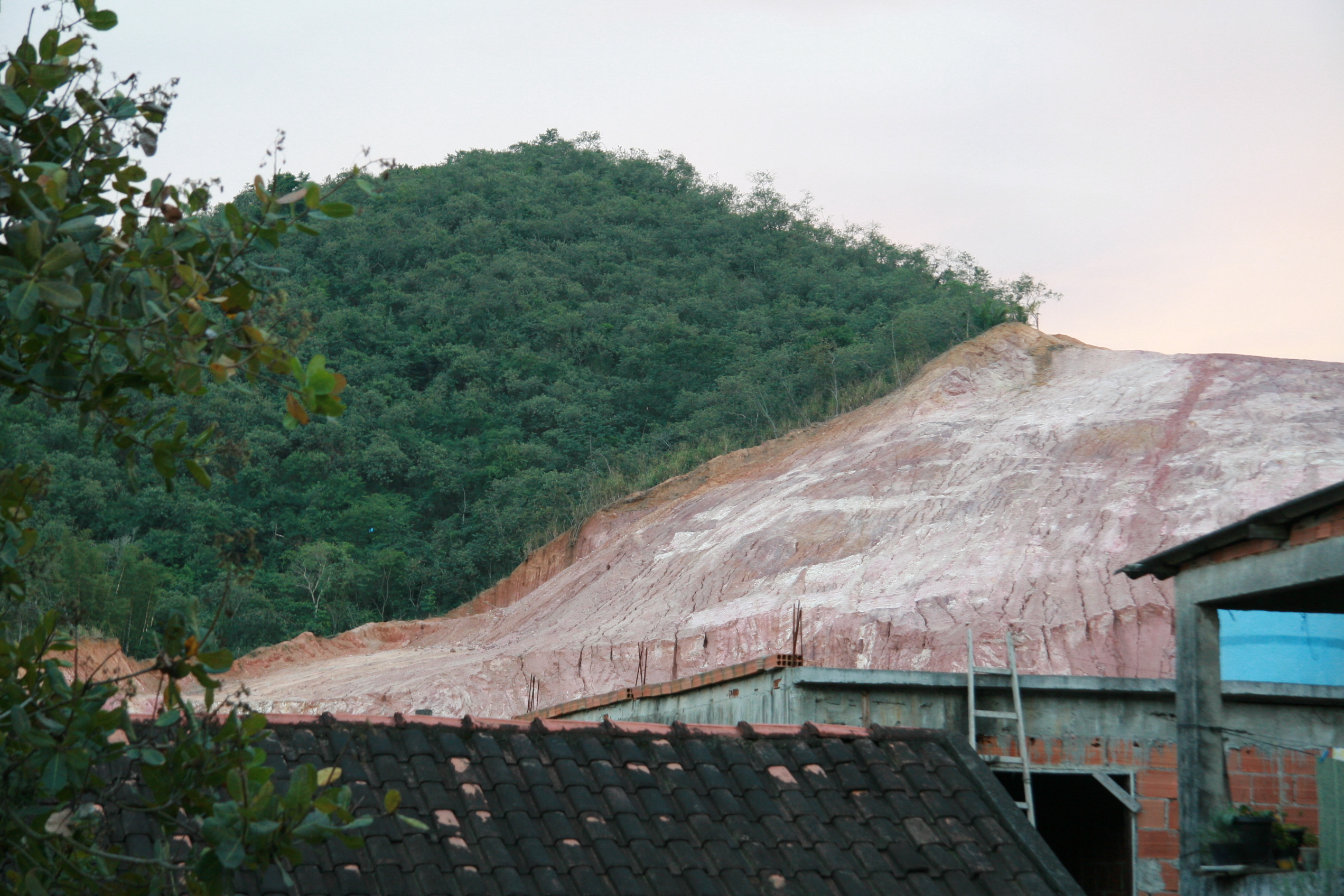
Déforestation de la forêt humide à Rio de Janeiro pour l'extraction d'argile pour le génie civil.

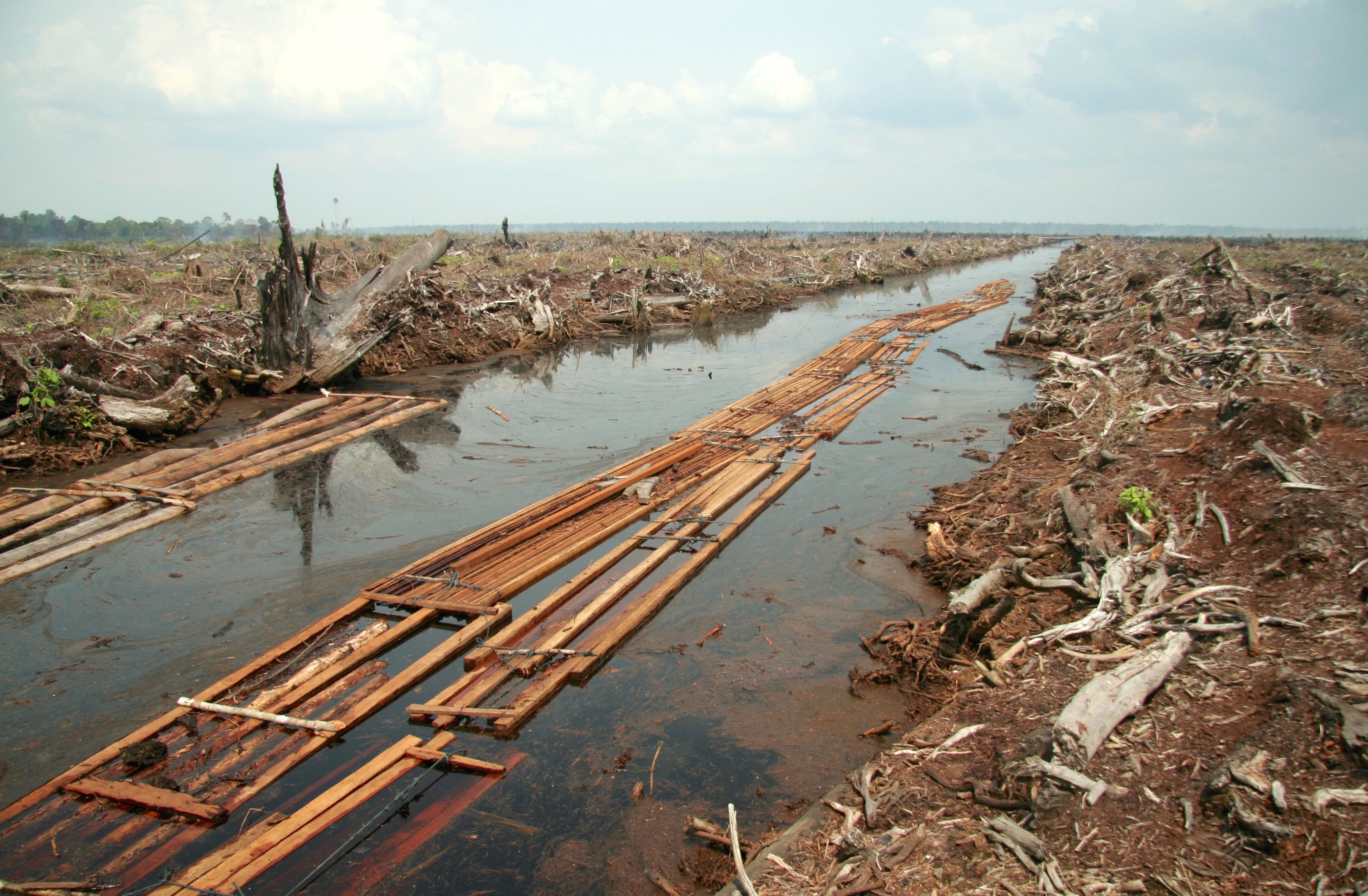
Déforestation d'une forêt marécageuse de tourbe pour produire de l'huile de palme en Indonésie.

La révolution industrielle du XIXe siècle introduit des critères de croissance essentiellement économiques, principal critère aisément mesurable : ainsi le produit intérieur brut dont l'origine remonte aux années 1930 est souvent vu comme l'indicateur de la richesse d'un pays. Des corrections ont été apportées dans la deuxième moitié du XXe siècle sur le plan social, avec d'importantes avancées sociales. L'expression « économique et social » fait depuis partie du vocabulaire courant.
Mais les pays développés ont pris conscience depuis les chocs pétroliers de 1973 et de 1979 que leur prospérité matérielle reposait sur l'utilisation intensive de ressources naturelles finies, et que par conséquent, outre l'économique et le social, un troisième aspect avait été négligé : l'environnement (comme dans l'exemple de l'impact environnemental du transport routier). Pour certains analystes, le modèle de développement industriel n'est pas viable ou soutenable sur le plan environnemental, car il ne permet pas un « développement » qui puisse durer. Les points cruciaux en faveur de cette affirmation sont l'épuisement des ressources naturelles (matières premières, énergies fossiles pour les humains), la pénurie des ressources en eaux douces susceptible d'affecter l'agriculture, la destruction et la fragmentation des écosystèmes, notamment la déforestation qui se manifeste par la destruction des forêts tropicales (forêt amazonienne, forêt du bassin du Congo, forêt indonésienne), ainsi que la perte de la biodiversité qui diminuent la résilience de la planète. Surtout, le réchauffement climatique dû aux émissions de gaz à effet de serre liées aux activités humaines, pourrait s'accélérer encore à cause du risque de fonte du permafrost (pergélisol en français), véritable bombe à retardement climatique qui pourrait libérer des quantités considérables de gaz à effet de serre (du CO2, et surtout du méthane), menaçant la survie même de l'espèce humaine. En faisant le pari du « tout technologique » dans l'optimisation de la consommation énergétique et la lutte contre le changement climatique, notre civilisation recourt de façon accrue aux métaux que nous ne savons pas bien recycler. La déplétion de ces ressources pourrait devenir un enjeu mondial au même titre que la déplétion du pétrole.
Au problème de viabilité subsiste une pensée humaine à adapter. Ce qui s'ajoute à un problème d'équité : les pauvres subissent le plus la crise écologique et climatique, et il est à craindre que le souhait de croissance des pays les moins avancés ou en développement vers un état de prospérité similaire à celui des pays les plus développés, fondé sur des principes équivalents, n'implique une dégradation encore plus importante et accélérée de l'habitat humain et peut-être de la biosphère. Ainsi, si tous les États de la planète adoptaient le mode de vie Américain (qui consomme près de 25 % des ressources de la Terre pour 5 % de la population), il faudrait cinq planètes pour subvenir aux besoins de tous selon l'association écologiste WWF.
À cause des désastres dus au réchauffement climatique — cyclones, montée du niveau de la mer, mégafeux de forêts, sécheresses récurrentes ou désertification — des millions de personnes sont obligées de partir provisoirement ou définitivement de leurs villages, en perdant leur maison, leurs troupeaux et leurs récoltes. Ces réfugiés – ou plutôt ces déplacés climatiques, car la plupart ne franchissent pas de frontière – ont été 4,4 millions dans le monde en 2019, 7 millions en 2020, 6 millions en 2021 et 8,7 millions en 2022, selon le Centre de suivi des déplacements intérieurs (IDMC) basé à Genève.
Le développement actuel étant consommateur de ressources non renouvelables et considéré par ces analystes comme très gourmand en ressources compte tenu de la priorité donnée aux objectifs patrimoniaux à courte vue, tels que la rentabilité des capitaux propres, voire inéquitable, une réflexion a été menée autour d'un nouveau mode de développement, appelé « développement durable ».
En 2020, les économistes Jérôme Ballet et Damien Bazin plaident pour une meilleure prise en compte du pilier social dans les politiques de développement durable, sur la base de trois critères, la cohésion sociale, l'équité et la sécurité. Ils recommandent la prise en compte de ces critères dans les politiques qui s'intéressent plus spécifiquement à la durabilité environnementale.

### Responsabilité à l'égard des générations futures
C'est le philosophe allemand Hans Jonas qui a le premier théorisé la notion de développement durable dans Le Principe responsabilité (1979). Selon lui, il y a une obligation d'existence des générations futures, qui pourrait être remise en cause par la forme qu'a prise le progrès technique à l'époque contemporaine. Il s'agit donc pour les générations présentes de veiller, non aux droits des générations futures, mais à leur obligation d'existence. « Veiller à l'obligation des générations futures d'être une humanité véritable est notre obligation fondamentale à l'égard de l'avenir de l'humanité, dont dérivent seulement toutes les autres obligations à l'égard des hommes à venir ». Le problème du développement durable ne se pose donc pas seulement sous l'angle des droits, mais aussi des obligations et des devoirs.

### Enjeux philosophiques et éthiques

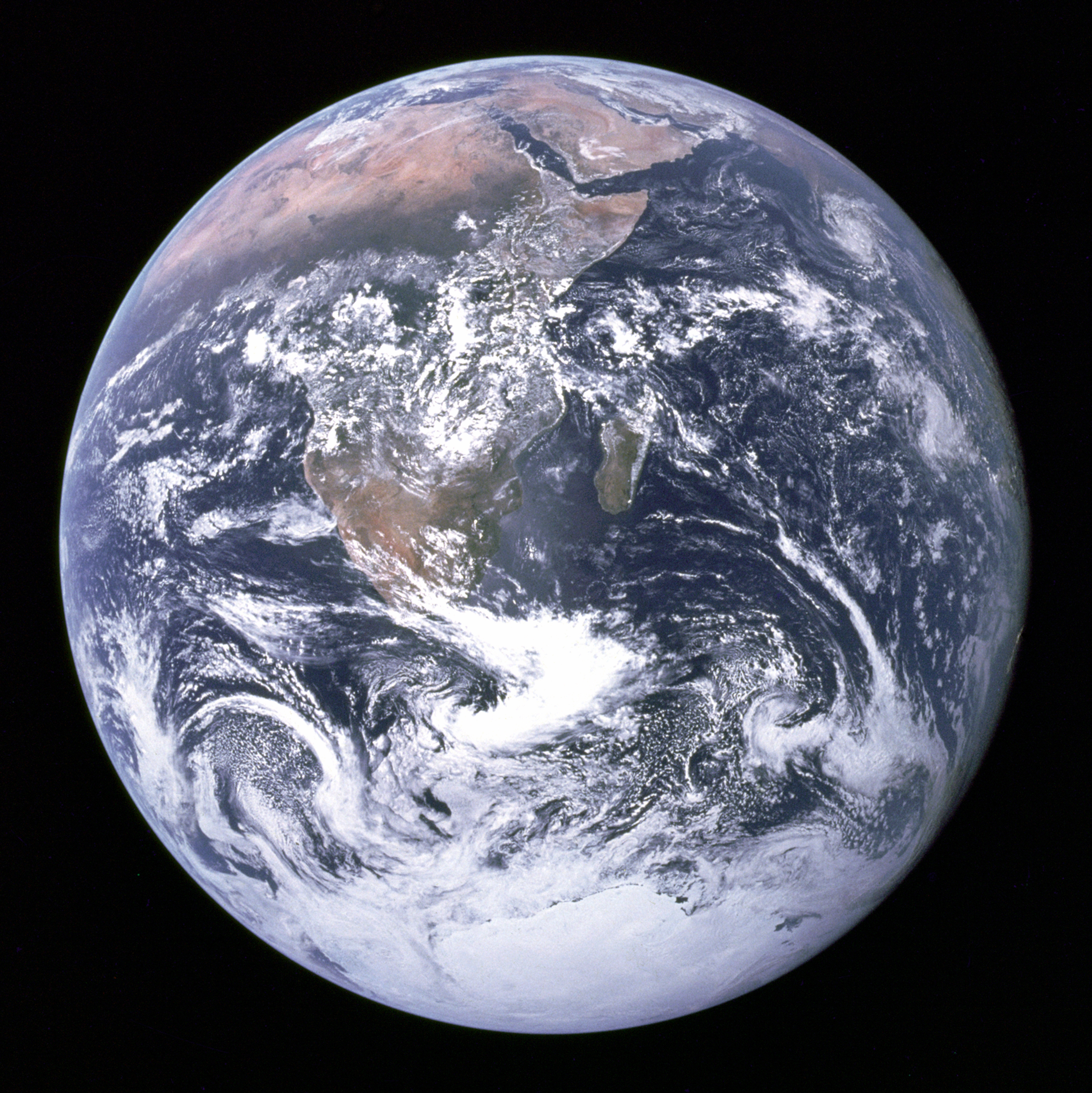
La Bille bleue : la photographie de la Terre prise par l'équipage d'Apollo 17 lors de leur voyage vers la Lune fait prendre conscience aux humains que la planète est fragile et doit être protégée.

Les aspects essentiels du développement durable, sur les capacités de la planète et les inégalités d'accès aux ressources posent des questions philosophiques et éthiques.
Hans Jonas avança l'idée selon laquelle le modèle économique de l'Occident pourrait ne pas être viable à long terme s'il ne devenait pas plus respectueux de l'environnement. En effet, Jonas posa l'idée d'un devoir vis-à-vis des êtres à venir, des vies potentielles et « vulnérables » que nous menaçons et il donne à l'homme une responsabilité. Depuis, l'un des thèmes de la philosophie qui interpelle le plus nos contemporains est celui de la philosophie de la nature, qui interroge sur la place de l'homme dans la nature. Ainsi, en 1987, Michel Serres décrit l'homme comme signataire d'un contrat avec la nature, reconnaissant les devoirs de l'humanité envers celle-ci. À l'inverse, le philosophe Luc Ferry souligne, dans Le Nouvel Ordre écologique, que l'homme ne peut pas passer de contrat avec la nature et estime que cette vision qui consiste à donner des droits à la nature participe d'une opposition radicale à l'Occident, de nature révolutionnaire et non réformiste, doublée d'un anti-humanisme prononcé.
Jean Bastaire voit l'origine de la crise écologique chez René Descartes selon qui l'homme devait se « rendre comme maître et possesseur de la nature ». Au contraire, la géographe Sylvie Brunel critique le développement durable, car elle y voit une conception de l'homme comme un parasite, et la nature comme un idéal. Or, pour elle, l'homme est souvent celui qui protège la biodiversité, là où la nature est le règne de la loi du plus fort, dans lequel « tout milieu naturel livré à lui-même est colonisé par des espèces invasives ».
Sans en aborder tous les aspects philosophiques, le développement durable comporte également des enjeux très importants en matière d'éthique des affaires. André Comte-Sponville entre autres, aborde les questions d'éthique dans Le capitalisme est-il moral ?. Paul Ricœur et Emmanuel Levinas le firent aussi sous l'angle de l'altérité et Patrick Viveret et Jean-Baptiste de Foucauld sur celui de la justice sociale.
Le philosophe français Michel Foucault aborde ces questions sur le plan épistémologique. Il parle de changements de conception du monde, qui se produisent à différentes époques de l'Histoire. Il appelle ces conceptions du monde, avec les représentations qui les accompagnent, des épistémès. Selon certains experts, le développement durable correspondrait à un nouveau paradigme scientifique, au sens que Thomas Kuhn donne à ce terme.
La formule « penser global, agir local », employée pour la première fois par René Dubos en 1977, puis par Jacques Ellul en 1980, est souvent invoquée dans les problématiques de développement durable. Elle montre que la prise en compte des enjeux environnementaux et sociaux nécessite de nouvelles heuristiques, qui intègrent le caractère global du développement durable. Elle fait penser à la philosophie de Pascal, plutôt qu'à celle de Descartes, celle-ci étant davantage analytique. En pratique, elle devrait se traduire par des approches systémiques. Elle est très bien illustrée par le concept de réserve de biosphère créé par l'Unesco en 1971.
L'expert américain Lester R. Brown affirme que nous avons besoin d'un bouleversement analogue à celui de la révolution copernicienne dans notre conception du monde, dans la manière dont nous envisageons la relation entre la planète et l'économie : « cette fois-ci, la question n'est pas de savoir quelle sphère céleste tourne autour de l'autre, mais de décider si l'environnement est une partie de l'économie ou l'économie une partie de l'environnement ».
Le philosophe français Dominique Bourg estime que la prise de conscience de la finitude écologique de la Terre a entraîné dans nos représentations un changement radical de la relation entre l'universel et le singulier, et remet en cause le paradigme moderne classique du fait que dans l'univers systémique de l'écologie, la biosphère (le planétaire) et les biotopes (le local) sont interdépendants.
Depuis quelques décennies, les ONG environnementales et des leaders d'opinion comme Nicolas Hulot ont sensibilisé l'opinion publique sur les enjeux de l'environnement et du développement durable. La démarche d'action locale pour un impact global est également la thèse du film de Coline Serreau : Solutions locales pour un désordre global (voir filmographie).

### Trois types d'acteurs
La prise en compte des enjeux de développement durable nécessite un système impliquant trois types d'acteurs : le marché, l’État et la société civile :
- les acteurs du marché sont les entreprises ;
- les acteurs des États sont des autorités publiques, au niveau mondial et au niveau de chaque grande zone économique (Union européenne…), au niveau national, et au niveau territorial (régions, intercommunalités, communes) ;
- les acteurs de la société civile sont des représentants des associations et des Organisations non gouvernementales.

La société civile est le cadre le plus approprié pour une économie de don et de la fraternité. Elle est indissociable des deux autres types d'acteurs.

### Répondre aux besoins des générations actuelles et à venir
« Le développement durable est un mode de développement qui répond aux besoins du présent sans compromettre la capacité des générations futures de répondre aux leurs » — Rapport Brundtland.
La définition classique du développement durable provient du rapport Brundtland de la Commission mondiale sur l’environnement et le développement. Ce rapport rappelle une citation célèbre, mais à l'attribution incertaine et très débattue (entre autres, sont fréquemment donnés comme son auteur, soit le chef amérindien Seattle dont il existe pourtant seulement des transcriptions apocryphes et très douteuses de son célèbre et mythique discours, soit Antoine de Saint-Exupéry, à moins qu'il s'agisse de la traduction d'un proverbe traditionnel indien ou africain), : « Nous n’héritons pas de la Terre de nos ancêtres, nous l’empruntons à nos enfants ». Ce rapport insiste sur la nécessité de protéger la diversité des gènes, des espèces et de l'ensemble des écosystèmes naturels terrestres et aquatiques, et ce, notamment, par des mesures de protection de la qualité de l'environnement, par la restauration, l'aménagement et le maintien des habitats essentiels aux espèces, ainsi que par une gestion durable de l'utilisation des populations animales et végétales exploitées.
Cette préservation de l'environnement doit être accompagnée de la « satisfaction des besoins essentiels en ce qui concerne l’emploi, l’alimentation, l’énergie, l’eau, la salubrité ». Cela étant, on[style à revoir] se heurte à une difficulté, qui est de définir ce que sont les besoins des générations présentes, et ce que seront les besoins des générations futures. On pourrait[Qui ?] retenir par exemple les besoins élémentaires pour se nourrir, se loger, et se déplacer.
Dans ce contexte, le développement durable a été inséré parmi les objectifs du millénaire pour le développement adoptés en 2000 par 193 États membres de l’Organisation des Nations unies (objectif 7 : assurer un environnement humain durable).
Afin de subvenir aux besoins actuels sans pour autant recourir à une utilisation non durable de ressources non renouvelables, un scénario en trois points a été proposé, notamment par des associations comme négawatt dans le domaine de l'énergie :
- sobriété (techniques utilisées avec parcimonie) ;
- efficacité (techniques plus performantes) ;
- utilisation de ressources renouvelables (par exemple : l'énergie solaire ou les éoliennes, au travers de projets d'électrification rurale).

Le patrimoine culturel ne doit pas être oublié[style à revoir] : transmis de génération en génération et faisant preuve d'une grande diversité, l'UNESCO souhaite la préservation de ce qu'elle nomme patrimoine culturel immatériel. La culture au sens large (ou l'environnement culturel) s'impose d'ailleurs peu à peu comme un quatrième pilier du développement durable.

### Inégalité planétaire
| Excédent ou déficit écologique national (2013). - x ≤ −9 - −9 < x ≤ −8 - −8 < x ≤ −7 - −7 < x ≤ −6 - −6 < x ≤ −5 - −5 < x ≤ −4 - −4 < x ≤ −3 - −3 < x ≤ −2 - −2 < x ≤ −1 - −1 < x < 0 - 0 ≤ x < 2 - 2 ≤ x < 4 - 4 ≤ x < 6 - 6 ≤ x < 8 - 8 ≤ x |

La consommation de ressources et la production de déchets sont très inégalement réparties sur la planète, comme le montre une carte de l'empreinte écologique par habitant des pays du monde. L'empreinte écologique est la plus élevée dans certains pays du Moyen-Orient, pouvant dépasser 8 hag (hectares globaux) par habitant (Qatar, Émirats arabes unis, Bahreïn, Koweït), en Amérique du Nord (environ 8 hag/hab. aux États-Unis), et en Europe, alors qu'elle peut être inférieure à 1 hag/hab. dans certains pays d'Afrique ; la moyenne mondiale se situe à 2,6 hag/hab. Néanmoins, la détérioration de l’environnement et celle de la société affectent d’une manière particulière les pays les moins avancés de la planète : « Tant l’expérience commune de la vie ordinaire que l’investigation scientifique démontrent que ce sont les pauvres qui souffrent davantage des plus graves effets de toutes les agressions environnementales ». Cela engendre de graves problèmes de justice environnementale. Ainsi, l'inégalité affecte des pays entiers, ce qui oblige à penser à une éthique des relations internationales. Les différences de mode de vie et d'utilisation des ressources naturelles conduisent à parler de dette écologique entre pays développés et pays du Sud. Dans son encyclique Laudato si' « sur la sauvegarde de la maison commune », le pape François insiste sur la nécessité d'« avoir aussi recours aux diverses richesses culturelles des peuples, à l'art, à la vie intérieure et à la spiritualité » pour s'attaquer aux problèmes d'inégalités.

## Principes en matière d'environnement et de développement durable

### Principes fondateurs (Rio, 1992)
Le développement durable repose sur des principes fondateurs énoncés lors du sommet de la Terre de Rio (1992) dans :
- la déclaration de Rio sur l'environnement et le développement (27 principes fondateurs)[105] ;
- la déclaration sur la forêt[106].

### Principe de subsidiarité
Les principes de Rio s'adressent en général aux États. Le principe de subsidiarité n'apparaît pas explicitement dans cette déclaration, mais il transparaît dans le principe no 10 (« La meilleure façon de traiter les questions d'environnement est d'assurer la participation de tous les citoyens concernés, au niveau qui convient ») et dans le principe no 22 (« Les populations et communautés autochtones et les autres collectivités locales ont un rôle vital à jouer dans la gestion de l'environnement et le développement »). Les entreprises ne sont pas citées. Le principe de subsidiarité, introduit dans le droit européen par le traité de Maastricht (1992) peut entrer en conflit avec les principes de durabilité, comme le montre le cas de la politique commune des transports.

### Principes repris selon les États et les organisations
Les principes de la déclaration de Rio n'étant pas juridiquement contraignants, ils ont été repris diversement selon les États et les organisations. L'AFNOR distingue quatre « principes clés » de développement durable :
1. Le principe de solidarité entre les pays et les peuples, entre les générations actuelles et futures et entre les acteurs de la société civile, pose le problème du partage de l’ensemble des ressources naturelles de la planète ; ces ressources devant être consommées sans épuisement et en cherchant à les renouveler.
2. Le principe de précaution consiste à prendre les bonnes décisions pour ne pas causer de catastrophes irréparables pour l’environnement et la santé.
3. Le principe de responsabilité, ou principe pollueur-payeur, corrélé au précédent, édicte le pollueur comme seul coupable des faits qui dégradent ou polluent l’environnement.
4. Le principe de participation de chacun est sollicité pour la réussite de toutes les actions nécessaires au développement durable.

Le code de l'environnement français (pilier environnemental du DD) distingue neuf principes :
1. Le principe de précaution ;
2. Le principe d'action préventive et de correction, par priorité à la source, des atteintes à l'environnement, en utilisant les meilleures techniques disponibles à un coût économiquement acceptable ;
3. Le principe pollueur-payeur ;
4. Le principe selon lequel toute personne a le droit d'accéder aux informations relatives à l'environnement détenues par les autorités publiques ;
5. Le principe de participation en vertu duquel toute personne est informée des projets de décisions publiques ayant une incidence sur l'environnement ;
6. Le principe de solidarité écologique ;
7. Le principe de l'utilisation durable ;
8. Le principe de complémentarité entre l'environnement, l'agriculture, l'aquaculture et la gestion durable des forêts ;
9. Le principe de non-régression.

Le Ministère de l’Environnement du Québec distingue 16 principes de développement durable.
Il existe d'autres exemples de listes de principes.

## Objectifs

### Des objectifs à long terme
Intégrer les enjeux environnementaux et les besoins des générations futures implique d'adopter une approche écosystémique, qui repose sur 12 principes de gestion adoptés à Malawi en 2000. Il conviendrait notamment, selon le huitième principe, de se fixer des objectifs à long terme :

« Compte tenu des échelles temporelles et des décalages variables qui caractérisent les processus écologiques, la gestion des écosystèmes doit se fixer des objectifs à long terme. »

Pour Michel Rocard, qui a été ambassadeur de France chargé de la négociation internationale pour les pôles arctique et antarctique, « le court-termisme nous conduit dans le mur ».

### Objectifs de développement durable des Nations unies

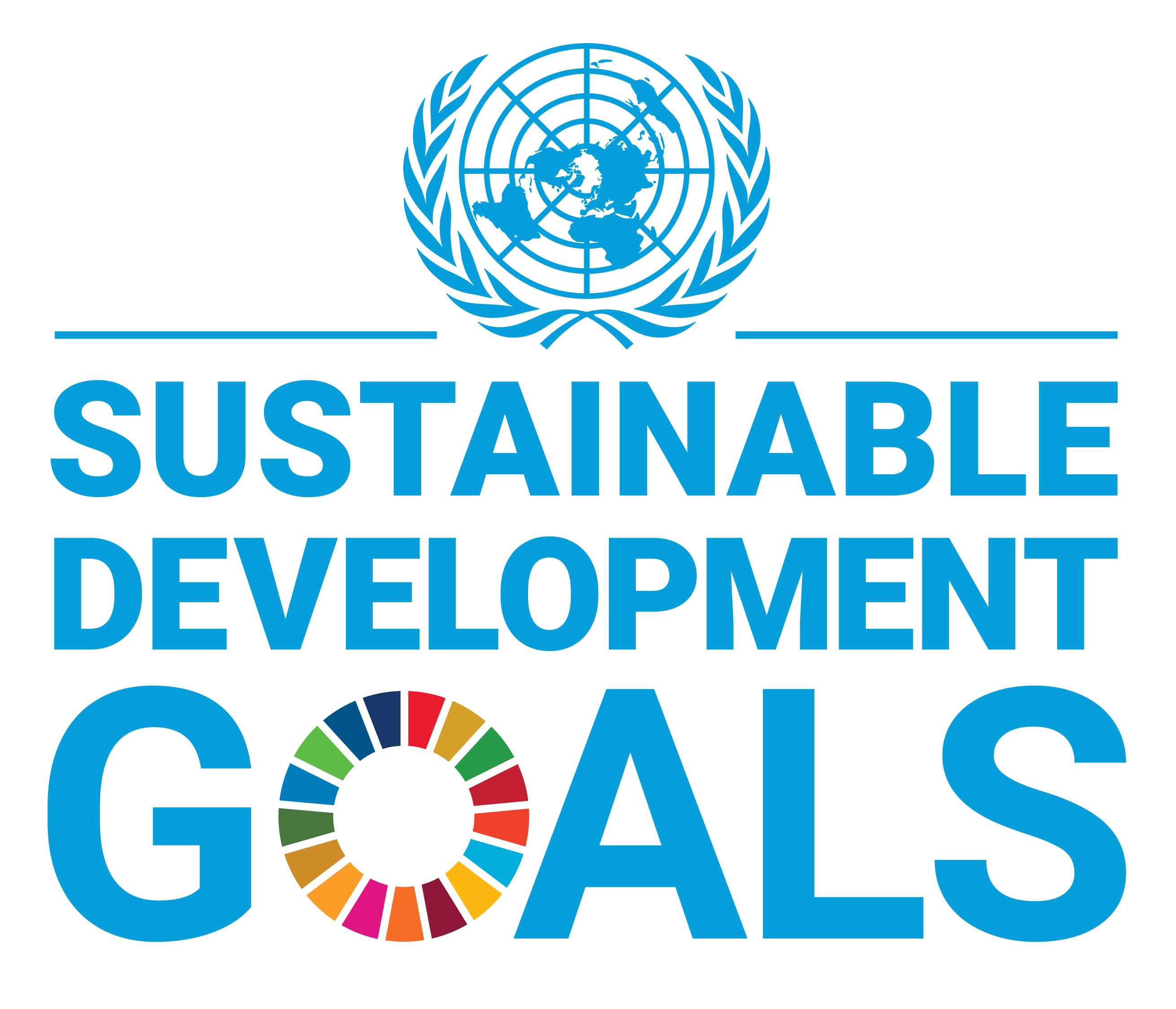
Logo (en anglais) des Objectifs de développement durable.

Prenant la suite des Objectifs du millénaire pour le développement (2000), les objectifs de développement durable (ODD) (ou Objectifs mondiaux dans le jargon onusien) sont approuvés par les Nations unies en août 2015. Il s'agit d'une liste de 17 objectifs couvrant tous les aspects de l'activité humaine. Chaque objectif est accompagné de plusieurs cibles et de plusieurs cibles de mise en œuvre (sous-objectifs). Il y a au total 169 cibles qui sont communes à tous les pays engagés et qui répondent aux défis mondiaux auxquels l'humanité doit faire face, notamment ceux liés à la pauvreté, aux inégalités, au climat, à la dégradation de l'environnement, à la prospérité, à la paix et à la justice.
Les titres courts des 17 objectifs sont : pas de pauvreté (ODD no 1), faim « zéro » (ODD no 2), bonne santé et bien-être (ODD no 3), éducation de qualité (ODD no 4), égalité entre les sexes (ODD no 5), eau propre et assainissement (ODD no 6), énergie propre et d'un coût abordable (ODD no 7), travail décent et croissance économique (ODD no 8), industrie, innovation et infrastructure (ODD no 9), inégalités réduites (ODD no 10), villes et communautés durables (ODD no 11), consommation et production responsables (ODD no 12), Mesures relatives à la lutte contre les changements climatiques (ODD no 13), vie aquatique (ODD no 14), vie terrestre (ODD no 15), paix, justice et institutions efficaces (ODD no 16), partenariats pour la réalisation des objectifs (ODD no 17).
En septembre 2015, les 193 États membres de l’ONU ont adopté le programme de développement durable à l’horizon 2030, intitulé « Agenda 2030 ». C’est un agenda pour les populations, pour la planète, pour la prospérité, pour la paix et par les partenariats. L'agenda reprend les 17 objectifs de développement durable.
L'Agenda 2030 est assorti d'un dispositif de suivi, reposant sur une liste de 232 indicateurs de suivi mondiaux, stabilisée à l’occasion d’une réunion qui s’est tenue du 7 au 10 mars 2017. Les États sont invités à définir leur propre jeu d’indicateurs pour le suivi des ODD au niveau national en fonction des priorités, des réalités, des capacités de calcul et de la situation de chaque État.
Pour le suivi des progrès de la France dans l’atteinte des 17 objectifs de développement durable, à l'issue d'une concertation par un groupe de travail sous l'égide du Conseil national de l’information statistique (Cnis), il a été proposé mi-2018 un tableau de bord de 98 indicateurs.

### Agriculture
L'activité agricole est habituellement évaluée sur le plan économique seul. Dans une perspective de développement durable, une évaluation écologique est en partie appréhendée par le bilan énergétique en agriculture, qui tient compte de la dimension physique de l'activité de production agricole. Le nombre d'emplois agricoles et leur situation sociale complète l'approche sociale.

### Santé
Parmi les objectifs de développement durable de l'ONU, La santé fait l'objet de l'objectif no 3. L'ONU mentionne parmi les faits et chiffres la santé infantile, la santé maternelle, le syndrome d'immunodéficience acquise (sida, responsable de 77,3 millions de morts depuis le début de l'épidémie), le paludisme et d'autres maladies. L'Organisation mondiale de la santé (OMS) appelle à la mobilisation pour lutter contre la pandémie de Covid-19.

## Principales questions posées

### Question du modèle de développement
Lorsque Harry S. Truman s'est adressé à ses concitoyens lors de son discours d'investiture en 1949, pour évoquer l'aide aux pays « sous-développés », le peuple américain était loin de penser que l'humanité serait un jour confrontée à une limitation des ressources naturelles. Depuis les années 1970 et les deux chocs pétroliers de 1973 et 1979, l'Occident prend peu à peu conscience de cette limite naturelle. Depuis les années 2000, les ONG environnementales, avec à leur tête le WWF, ont conceptualisé ces questions avec la notion d'empreinte écologique. Elles ont mis en évidence que l'impact écologique des activités des humaines dépassait largement la capacité biologique de la Terre à renouveler les ressources. Selon Patrick Viveret, le modèle occidental de développement, hérité de la révolution industrielle, n'est pas soutenable à long terme ni même généralisable tel quel sur l'ensemble de la planète.
Cet état de fait amènera certainement une révision nécessaire des modèles utilisés jusqu'à présent en Occident dans un certain nombre de domaines.[réf. nécessaire] Il serait présomptueux d'affirmer que le développement durable fournit un modèle de développement. Il s'agit plutôt d'un ensemble de principes, qui fixent des objectifs à atteindre. D'autre part, cette notion fait l'objet, dans les pays développés, d'une communication importante, qui n'est pas, tant s'en faut, toujours suivie d'actions concrètes. Il n'est donc pas possible d'affirmer que l'Occident dispose d'un modèle facilement exportable. D'autre part, comme le soulignait l'Unesco lors du sommet de la Terre de Johannesburg en 2002, dans l'aide au développement, il est nécessaire de tenir compte des spécificités culturelles des pays aidés.
Le codéveloppement est apparu comme une évolution du concept d'aide au développement économique, prenant en compte dans une approche globale et coordonnée, non seulement les aspects économiques, mais aussi les évolutions sociales, l'environnement et le fonctionnement démocratique des institutions, tout en contrôlant mieux les flux migratoires. La coopération au service du développement durable et de la solidarité étant l'une des missions que s'est fixées l'Organisation internationale de la francophonie en 2004, la francophonie peut être considérée comme un cadre intéressant pour promouvoir le développement durable.

### Question du modèle économique
Il existe une relation équivoque entre l'économie et l'environnement. Les économistes voient l'environnement comme une partie de l'économie, alors que les écologues voient plutôt l'économie comme une partie de l'environnement. Selon Lester R. Brown, il s'agit d'un signe qu'un changement de paradigme est à l'œuvre. L'hypothèse de Michael Porter, selon laquelle les investissements des entreprises pour la protection de l'environnement, loin d'être une contrainte et un coût, peuvent apporter des bénéfices par un changement des modes de production et une meilleure productivité, est encore discutée par les experts.
Ce qui est en question, c'est le rôle du progrès technique dans le développement économique par rapport aux problèmes environnementaux (mais aussi sociaux), comme le soulignait le philosophe Hans Jonas dès 1979 dans Le Principe responsabilité. Depuis les chocs pétroliers de 1973 et 1979, ainsi que dans la succession des crises économiques et le tassement de la croissance économique observés depuis les années 1970, le modèle du capitalisme productiviste dans lequel les pays occidentaux se sont lancés au cours du XXe siècle semble être en crise. L'économiste Bernard Perret s'interroge sur la question de savoir si le capitalisme est durable.
Les modèles qui décrivaient l'accroissement de la productivité des facteurs de production atteignent leurs limites. Alors que les physiocrates considéraient la terre comme le principal facteur créateur de valeur, l'école classique et l'école néoclassique n'ont retenu que les deux facteurs de production capital et travail, négligeant le facteur terre (l'environnement). Certes, dans certains courants néoclassiques, comme le modèle de Solow, la productivité globale des facteurs correspond à une augmentation de la productivité qui n'est pas due aux facteurs de production capital et travail, mais au progrès technique. Encore faut-il que celui-ci respecte les contraintes environnementales.
Il faut encore souligner qu'à mesure que les améliorations techniques augmentent l'efficacité avec laquelle une ressource est employée, la consommation totale de cette ressource peut augmenter au lieu de diminuer. Ce paradoxe, connu sous le nom d'effet rebond, ou paradoxe de Jevons, a été vérifié pour la consommation de carburant des véhicules automobiles.
Il semble que les problèmes environnementaux que nous rencontrons soient dus au fait que le facteur de production terre n'a pas été suffisamment pris en compte dans les approches économiques récentes, notamment classique et néoclassique. Un modèle de développement qui permet de concilier progrès technique, productivité, et respect de l'environnement est donc à repenser.
Selon l'économiste belge Christian Gollier, le taux d'actualisation est une variable cruciale de la dynamique économique, en ce qu'il détermine les décisions d'investissement de tous les agents économiques : ménages, entreprises, État. Une valeur du taux d'actualisation d'environ 1 %, beaucoup plus faible que celle qui est actuellement[Quand ?] pratiquée, serait nécessaire pour tenir compte des intérêts des générations futures à des horizons relativement éloignés.
Une révision des modèles économiques est en train de s'amorcer, comme le montrent par exemple les travaux du cercle de réflexion Les Ateliers de la Terre.
Selon Philippe Bihouix, auteur de L’âge des Low Tech. Vers une civilisation techniquement soutenable, Les « technologies vertes » seraient consommatrices de ressources, feraient appel à des métaux plus rares, et seraient en général moins bien recyclables. Elles feraient croire qu'il serait possible de réduire les émissions de gaz à effet de serre significativement sans réduire massivement notre consommation énergétique. La « croissance verte », qui éluderait la question de nos modes de vie, est pour lui une imposture. En raison de leur besoin de métaux rares, les énergies nouvelles ne seraient pas la panacée : une énergie illimitée et propre serait un mythe, il faudrait donc économiser, recycler, relocaliser, et s'orienter vers la low-tech.

### Besoin d'une régulation économique et fiscale
Selon les économistes Emmanuel Saez et Gabriel Zucman, la (non-)régulation économique depuis le début des années 1980 « s'est traduite par une course accélérée au moins-disant en matière d'impôt sur les sociétés, par la disparition des impôts sur la fortune, l'adoption d'une flat tax sur les revenus du capital, la baisse des taux marginaux progressifs d'imposition sur ceux tirés du travail, et la montée en puissance des impôts régressifs sur la consommation. Cette dynamique n'est pas soutenable, car à terme elle ne peut que finir par miner le consentement à l'impôt, tout en alimentant la montée des inégalités, avec des conséquences sociales et politiques potentiellement explosives ». Le Brexit, le mouvement des Gilets jaunes et l'émergence de l'extrême droite dans des régions où elle était absente sont perçus comme des manifestations du mécontentement des électeurs face à la montée des inégalités.

### Différentes approches de la notion de durabilité
Si les objectifs du développement durable font l'objet d'un relatif consensus, c'est son application qui demeure source d'oppositions. L'une des questions posées par le terme de « développement durable » est de savoir ce que signifie le mot « durable ». Or, la nature peut être vue de deux manières complémentaires : il existe d'une part un « capital naturel », non renouvelable à l'échelle humaine (la biodiversité par exemple), et d'autre part des « ressources renouvelables » (comme le bois, l'eau…). Cette distinction étant faite, deux conceptions sur la durabilité s'opposent.
La première réponse à la question du développement durable est de type technic-oéconomique : à chaque problème environnemental correspondrait une solution technique, solution disponible uniquement dans un monde économiquement prospère. Dans cette approche, aussi appelée « durabilité faible », le pilier économique occupe une place centrale et reste prépondérant, à tel point que le développement durable est parfois rebaptisé « croissance durable ». C'est ainsi que dans la revue de l'École polytechnique, Jacques Bourdillon exhorte les jeunes ingénieurs à « ne pas renoncer à la croissance […] dont l'humanité a le plus grand besoin, même sous prétexte de soutenabilité ». L'une des réponses apportées du point de vue technologique consiste à rechercher la meilleure technique disponible (MTD, en anglais, best available technology, BAT) pour un besoin identifié, ou des attentes exprimées par un marché, qui concile les trois piliers du développement durable d'une façon transversale.
Ce discours est légitimé par la théorie économique néoclassique. En effet, Robert Solow et John Hartwick supposent le caractère substituable total du capital naturel en capital artificiel : si l'utilisation de ressources non renouvelables conduit à la création d'un capital artificiel transmissible de génération en génération, elle peut être considérée comme légitime,.[Information douteuse]
La deuxième réponse est de type « environnementaliste » : soutenue notamment par des acteurs non gouvernementaux son point de vue est tout à fait opposé à l'approche technico-économique. Selon elle, « la sphère des activités économiques est incluse dans la sphère des activités humaines, elle-même incluse dans la biosphère » : le « capital naturel » n'est dès lors pas substituable. Afin d'insister sur les contraintes de la biosphère, les tenants de cette approche préfèrent utiliser le terme de « développement soutenable » (traduction littérale de sustainable development).
Les économistes systémiques légitiment cette approche : plutôt que de se concentrer sur l'aspect purement économique des choses, ceux-ci souhaitent avoir une vision « systémique [qui] englobe la totalité des éléments du système étudié, ainsi que leurs interactions et leurs interdépendances ». On[Qui ?] peut citer Joël de Rosnay, E.F. Schumacher ou encore Nicholas Georgescu-Roegen.
Ces deux approches opposées ne sont bien entendu pas les seules : de nombreuses autres approches intermédiaires tentent de concilier vision technico-économique et environnementaliste, à commencer par les acteurs publics. On[Qui ?] pourra voir à ce sujet la typologie dressée par Aurélien Boutaud.
Une autre approche est reconnue par le monde académique : celle de la valorisation du social (l'aspect environnemental étant mécaniquement valorisé, par effet de « ricochet »[précision nécessaire]). On[style à revoir] parle de développement socialement durable (DSD). Une telle approche demande à ce qu'un principe de précaution social (voire un principe de responsabilité) soit admis. Les priorités du DSD se focalisent sur la réduction des vulnérabilités des personnes en raison de modifications dans la structure des capacités (cf. les Capabilities Approach d'Amartya Sen). De façon plus globale, le DSD donne la priorité à l'équité intergénérationnelle (niveaux, conditions, qualité de vie…) par rapport à l'équité intragénérationnelle. Il n'y a pas d'antinomie entre les deux versions de la durabilité (écologique versus sociale). La prise en compte de la dimension sociale du développement correspond à l'idée que la protection de la nature ne doit pas se faire au détriment du bien-être des populations vivant au contact direct de celle-ci.

### Révision des modes de production et de consommation
La stratégie de l'Union européenne en faveur du développement durable demande de promouvoir des modes de production et de consommation plus durables. Il convient pour cela de briser le lien entre la croissance économique et la dégradation de l'environnement, et de tenir compte de ce que les écosystèmes peuvent supporter, notamment en ce qui a trait aux ressources naturelles par rapport au capital naturel disponible, et aux déchets.
L'Union européenne doit pour cela promouvoir les marchés publics écologiques, définir avec les parties concernées des objectifs de performance environnementale et sociale des produits, accroître la diffusion des innovations environnementales et des techniques écologiques, et développer l'information et l'étiquetage approprié des produits et services.

## Modes de gouvernance du développement durable
Le développement durable peut se décliner de manières complémentaires : au niveau politique, sur les territoires, dans les entreprises, voire dans sa vie personnelle. Le développement durable a d'abord été mis en application sur les territoires (lors du sommet de la Terre de Rio de Janeiro en 1992), puis au sein de l'entreprise et de leurs parties prenantes (lors du sommet de la Terre de Johannesburg).

### Gouvernance mondiale
Historiquement, le développement durable a émergé après une longue période de négociations à l'échelle mondiale.
La première conférence mondiale concernant le développement durable, a posteriori rebaptisée « Sommet de la Terre », a eu lieu à Stockholm en 1972.
En 1992, au cours du sommet de la Terre de Rio de Janeiro, sont proclamés les 27 principes de la déclaration de Rio sur le développement durable. Les trois piliers du développement durable sont énoncés pour la première fois au niveau international, et l'agenda 21 pour les collectivités territoriales est élaboré.
En 2002, lors du sommet de la Terre de Johannesburg, les grandes entreprises sont pour la première fois représentées.
Lors de ces rencontres, des représentants des parties prenantes (ONG, États, puis entreprises) discutent des grands enjeux mondiaux, mais aussi des modes de pilotage à mettre en place dans les collectivités et les entreprises pour décliner concrètement le concept de développement durable.
En plus de ces sommets « généralistes » ont lieu des sommets sur des sujets plus ciblés, comme les sommets mondiaux de l'eau, ou la Conférence des parties, qui ont lieu à des échéances plus rapprochées.
Toutefois, les ONG et les associations écologistes, appuyées par plusieurs personnalités, estiment que ces sommets ne sont pas suffisants, et que, pour mettre en œuvre les plus de 300 conventions et traités de droit de l'environnement et faire contrepoids à l'OMC, il faudrait se doter d'un gendarme international aux pouvoirs contraignants, qui pourrait s'appeler « Organisation mondiale de l'environnement ».

### Gouvernance dans les États

#### Union européenne

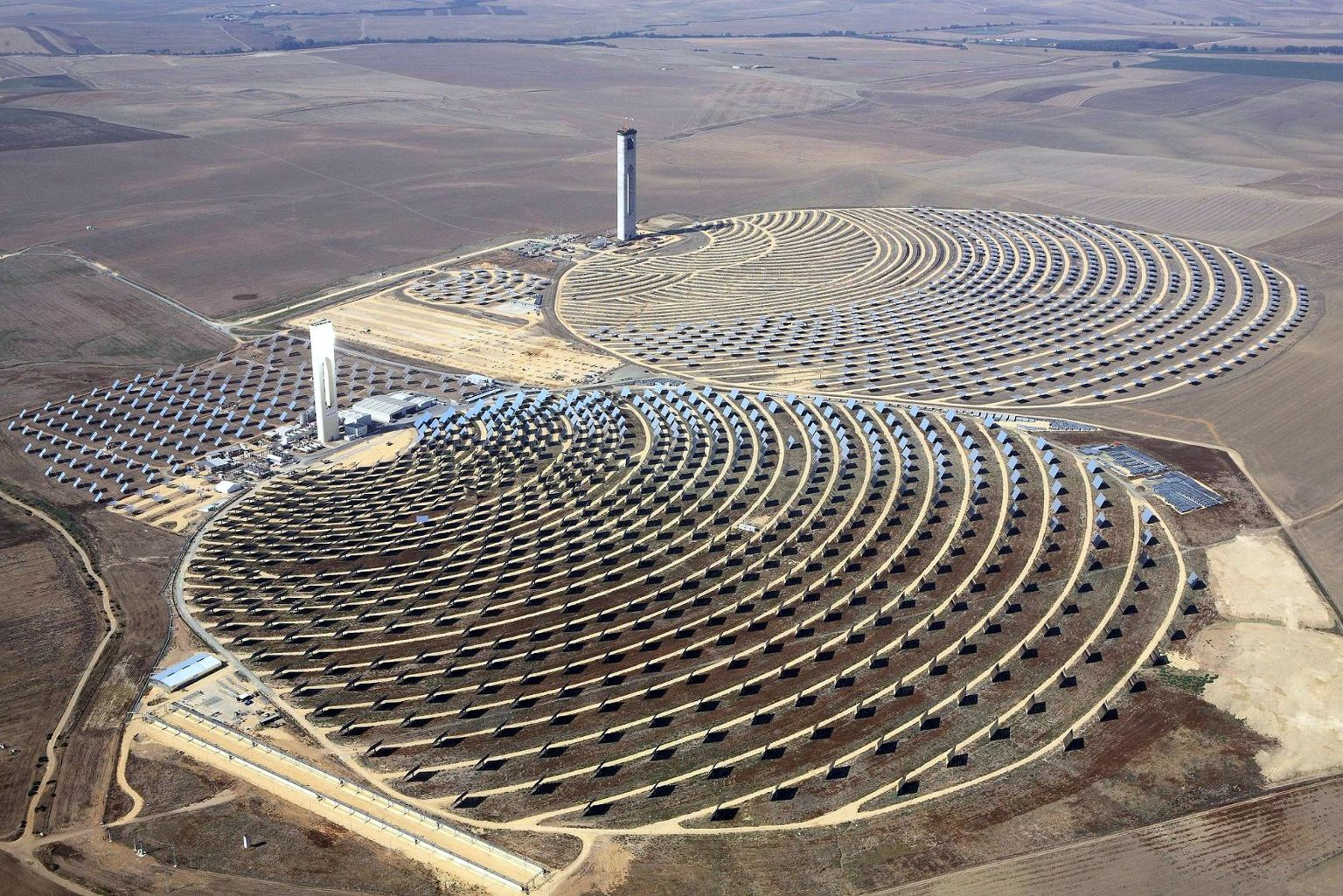
Source d'énergie renouvelable, les tours solaires thermiques utilisent le soleil comme ressource naturelle. Depuis la gauche : les tours solaires PS10 et PS20 en Espagne.

Dans l'Union européenne, une partie du droit de l'environnement s'est progressivement déplacée des États membres vers le niveau européen qui est apparu subsidiairement plus adapté pour traiter certaines de ces questions, et ceci en plusieurs étapes :
- L'Acte unique européen, en 1987, a transféré à la CEE certaines compétences des États : l'environnement, la recherche et développement, et la politique étrangère,
- À la création de l'Union européenne, en 1993, l'environnement a été traité d'une façon transversale dans le premier pilier de l'Union européenne, celui qui est le plus intégré, à travers les règlements européens et les directives européennes.
- L'expression développement durable apparaît pour la première fois dans un texte communautaire avec le traité d'Amsterdam en 1997, qui inclut également un protocole sur le principe de subsidiarité.
- Au Conseil européen de Göteborg, en 2001, il a été décidé que la stratégie sur l'économie de la connaissance définie au conseil européen de Lisbonne l'année précédente intégrerait explicitement l'objectif de développement durable. Par conséquent, au moins sur le papier, la relation entre développement durable et ingénierie des connaissances a été reconnue. Ce conseil réoriente la stratégie de Lisbonne vers le développement durable, et un livre vert de la Commission européenne aborde le sujet de la responsabilité sociétale pour les entreprises.

L'impact de l'environnement sur des domaines aussi vitaux que l'eau, l'énergie, les services, l'agriculture, la chimie… est connu depuis très longtemps : ainsi, on trouve en France dès le XIVe siècle l'obligation de faire des enquêtes publiques d'impact préalables à l'implantation d'industries polluantes (enquêtes de comodo incomodo pour les tanneries), ainsi qu'une administration des eaux et forêts beaucoup plus ancienne, dotée d'un pouvoir règlementaire et coercitif autonome. L'Union européenne a capté certaines compétences des États nationaux, afin d'établir une nouvelle réglementation européenne qu'elle veut uniforme (directives cadres, directives, règlements) et que les États membres doivent transposer dans leurs règlements et leurs normes.
L'Union européenne a demandé à chacun des États-membres de définir et de mettre en œuvre une stratégie nationale de développement durable.
C'est vers les années 2001-2002 que le développement durable apparaît en France comme la nécessité pour les entreprises de rendre compte des conséquences sociales et environnementales de leurs activités, par rapport aux exigences de la société civile. Cela s'est traduit par une disposition législative sur la communication dans la loi relative aux nouvelles régulations économiques (NRE), poussant à l'élaboration de rapports de développement durable.
L'ancien président Jacques Chirac a poussé à la rédaction d'une charte de l'environnement en 2004, soulignant dans un discours que la France était le premier pays au monde à inclure l'environnement dans sa Constitution.

#### États-Unis
Dans le même temps, les entreprises anglo-saxonnes tissent des réseaux d'influence autour des institutions internationales, en s'appuyant sur les réseaux des organisations non gouvernementales. Ceci permet de collecter une quantité importante d'informations, qui sont structurées puis gérées dans les réseaux internationaux d'entreprises, d'universités, de centres de recherche (voir par exemple le World Business Council for Sustainable Development – WBCSD).
La stratégie américaine consiste aussi à tisser des liens avec les enceintes normatives privées comme la chambre de commerce internationale, située à Paris. La CCI rédige des « rules », règles types dans tous les domaines de la vie des affaires, reprises comme modèles dans les contrats financés par les organismes internationaux. La CCI a joué un rôle important au sommet de la Terre de Johannesburg à l'été 2002 en créant, conjointement avec le WBCSD, le Business Action for Sustainable and Resilient Societies.

#### Ministères
En France, le développement durable est traité d'une manière transversale par la Première ministre Élisabeth Borne, chargée de la planification écologique et énergétique. Elle a mis en place, le 20 mai 2022, le Secrétariat général à la Planification écologique qui se consacre à cette tâche.

### Gouvernance sur les territoires
Depuis le sommet de la Terre de Rio de Janeiro (1992) et la signature de la charte d'Aalborg (1994), les territoires sont au cœur du développement durable. À l'aide de l'Agenda 21 — véritable plan d'action de la politique de développement durable des collectivités — les réseaux de villes et les communautés urbaines sont à même d'exprimer les besoins et de mettre en œuvre des solutions. Pour cela, les collectivités territoriales peuvent coopérer avec les entreprises, les universités, les grandes écoles en France, ainsi qu'avec les centres de recherche, pour imaginer des solutions innovantes pour l'avenir.
Les Agendas 21 locaux, déclinaisons de l'Agenda 21 localement, sont réalisables à l'échelle d'une commune, d'un département, d'une région, d'une communauté de communes ou d'une communauté d'agglomération. Ils sont définis en concertation avec les acteurs locaux, dans un cadre de démocratie participative et se déroulent en plusieurs phases :
- définition des problématiques et priorités sociales, environnementales et économiques du territoire ;
- établissement d'un plan d'action précis ciblant ces problématiques ;
- mise en œuvre du plan d'action ;
- évaluation et ajustements des actions mises en œuvre.

Les initiatives locales se multiplient en France et, en juin 2011, le label environnemental EcoJardin pour la gestion des espaces verts des grandes villes a été lancé officiellement. Ce label consiste à bannir l'utilisation de produits phytosanitaires dans les jardins publics, en vue de préserver la qualité de l'eau et la biodiversité. Un « référentiel écologique » a vu le jour ; il définit le cahier des charges à respecter pour l'obtention du label « jardin écologique ». Ce label s'ajoute à un autre label européen EVE attribué par Ecocert et déjà opérationnel.
En France, la loi du 12 juillet 2010 dite Grenelle II (article 255) oblige les communes et les EPCI à fiscalité propre de plus de 50 000 habitants, les conseils généraux et les conseils régionaux à élaborer un rapport annuel de développement durable (RADD). Le Commissariat général au développement durable a publié en août 2016 des éléments méthodologiques pour l’élaboration de ce rapport.

### Gouvernance dans les entreprises: responsabilité sociétale des entreprises (RSE)
Puissantes au niveau international, créatrices de richesses et consommatrices de ressources, les entreprises ont une capacité d’intervention qui peut se révéler efficace en faveur du développement durable :
- elles participent directement au développement économique par leurs investissements ;
- à travers les conditions de travail qu’elles proposent à leurs salariés, elles participent à créer ou réduire des inégalités sociales ;
- consommatrices de ressources naturelles, productrices de déchets et génératrices de pollutions, leurs activités modifient plus ou moins profondément l'environnement.

Pour le respect d'objectifs de développement durable par les entreprises, il est question de responsabilité sociale des entreprises (corporate social responsability, CSR en anglais) ou plus précisément de responsabilité sociétale des entreprises (RSE) puisque le volet de responsabilité ne correspond pas uniquement au volet « social ».
La responsabilité sociétale des entreprises est un concept par lequel les entreprises intègrent les préoccupations sociales, environnementales, et de bonne gouvernance dans leurs activités et dans leur interaction avec leurs parties prenantes sur une base volontaire. En effet, à côté des obligations réglementaires et législatives existe tout un champ d'actions possibles sur la base du volontariat et qui peut s'appuyer notamment sur des normes : depuis 2001, en France, la loi relative aux nouvelles régulations économiques (NRE) demande aux entreprises cotées en bourse d'inclure dans leur rapport annuel une série d'informations relatives aux conséquences sociales et environnementales de leurs activités.
La notion de développement durable humain en entreprise devient actuelle à la suite des nombreux problèmes d'absentéisme, de stress et de burn-out. Elle est en lien direct avec le comportement managérial responsable en interne et en externe.
En 2011, l’ONU approuve les « Principes directeurs de l’ONU sur les entreprises et droits humains », à l’initiative de John Ruggie, alors représentant spécial du secrétaire général des Nations unies pour les entreprises et les droits de l'homme et l’un des cofondateurs du Pacte mondial des Nations unies, aux côtés des Kofi Annan. Ils sont également connus sous le nom de principes de Ruggie ou de cadre de Ruggie. Les principes directeurs ont depuis servi de norme mondiale de droit non contraignant dans ce domaine, et un certain nombre de juridictions continuent d'incorporer leurs éléments dans le droit contraignant.
Depuis le début de 2024, le pilotage de la mise en œuvre de la directive CSRD (directive européenne relative à la publication d'informations en matière de durabilité par les entreprises) dans les grandes entreprises françaises est souvent confié à la direction développement durable ou RSE lorsqu'elle existe, en binôme avec la direction financière, habituée à la rigueur des reportings.

## Éducation au développement durable

### Aux niveaux mondial et européen
La recommandation 96 de la Déclaration de la Conférence des Nations unies sur l'environnement humain de Stockholm (1972) réclamait le développement de l'éducation en matière d’environnement, considérant qu’il était « essentiel de dispenser un enseignement sur les questions d'environnement aux jeunes générations aussi bien qu'aux adultes ». En 1975 s'est tenu un colloque international à Belgrade ; la charte de Belgrade s'appuie sur la Déclaration de Stockholm et précise les buts, les objectifs et les principes directeurs des programmes d'éducation à l'environnement.
Par la suite, pendant deux décennies, l'UNESCO et le PNUE ont dirigé le Programme international d'éducation à l'environnement PIEE (1975-1995), qui a défini une vision et donné des conseils pratiques sur la manière de mobiliser l'éducation pour la sensibilisation à l'environnement. En 1977 a lieu le première conférence intergouvernementale au monde sur l'éducation à l'environnement, à Tbilissi en URSS.
Les Nations unies organisent chaque année depuis 1972 ses Journées mondiales de l'environnement (JME) afin de sensibiliser le grand public. Chaque année la JME est consacrée à un thème lié à la protection de l'environnement. En 2010, elles mettent l’accent sur la biodiversité.
L'année 2011 est instituée année internationale des forêts.
La France organise depuis 2015 une Semaine européenne du développement durable, étendue à d'autres pays européens.

### Dans l'enseignement
La Foundation for Environmental Education (FEE) a créé au Danemark en 1994 un programme international d'éducation au développement durable (EDD), Eco-Schools. En 2025, le programme fonctionne dans 79 pays et plus de 59 000 établissements dans le monde participent à la démarche. La version française d'Eco-Schools, Éco-École, est développée depuis 2005 par l’association Teragir (association à but non lucratif créée en 1983), signataire d’une convention-cadre de partenariat avec le Ministère de l’Éducation nationale. Elle popularise les Objectifs de développement durable de l'ONU. Éco-École dispense des enseignements au niveau école (label Éco-École), collège (label Éco-Collège) et lycée (label Éco-Lycée). Il existe un label complémentaire E3D (école ou établissement en démarche développement durable).
En mars 2005, lors d'une réunion de haut niveau des ministères de l'environnement et de l'éducation à Vilnius (Lituanie), a été adoptée une stratégie européenne pour l'éducation en vue du développement durable. L’éducation a été présentée comme un droit de l'homme, une condition sine qua non du développement durable et un outil indispensable à une bonne gouvernance, à des décisions éclairées et à la promotion de la démocratie. L'éducation au développement durable conduit à une prise de conscience plus grande et une autonomie accrue permettant l’exploration de nouveaux horizons et concepts et l’élaboration de méthodes nouvelles. En août 2004 avait déjà été défini un cadre de mise en œuvre de cette stratégie pour l'Europe. Des cadres de mise en œuvre ont également été définis pour l'Afrique, les États arabes, l'Asie/Pacifique, l'Amérique latine et les Caraïbes.
En septembre 2005 a été approuvé le plan international de mise en œuvre de la Décennie des Nations unies pour l'éducation en vue du développement durable, lors d'une session de l’UNESCO. Ce plan a défini un cadre pour la décennie 2005-2014.
Dans les différents États-membres de l'Union européenne, des actions sur l'éducation ont été intégrées dans la stratégie nationale de développement durable. En France, l'éducation au développement durable a été intégrée dans les enseignements de collège et lycée. Avec la réforme des programmes de terminale en 2019 qui vient clore le changement de tous les programmes du secondaire, une vision globale des programmes est désormais possible. Il apparaît que les sciences de la vie et de la Terre (SVT) sont la matière la plus mobilisée, tout au long du collège, en seconde et en spécialité SVT au lycée, avec des thèmes tels que le réchauffement climatique, l'érosion, la biodiversité et la gestion des ressources naturelles. La géographie est aussi impliquée, avec la question de la gestion des ressources et du réchauffement climatique (seconde). Le préambule du programme de seconde s'appuie sur le concept de « transition » pris dans un sens opératoire, commun à toutes les sciences humaines.
Cet enseignement peut aussi s'appuyer sur une série de dispositifs soutenant les actions concrètes mises en œuvre au sein des établissements.
Le ministère de l'Éducation nationale français a également développé des méthodes d'éducation utilisant les technologies de l'information et de la communication pour l'enseignement (TICE). En France aussi, il a été créé en 2011 pour la session 2013 une filière préparant au Baccalauréat sciences et technologies de l'industrie et du développement durable ou cette dernière notion y est intégrée totalement aux programmes.
En France, une dimension de développement durable est généralement intégrée dans l'enseignement supérieur. Dans les écoles d'ingénieurs par exemple, les élèves sont informés de leurs obligations futures à travers la diffusion de la charte d'éthique de l'ingénieur, selon laquelle : « L'ingénieur inscrit ses actes dans une démarche de « développement durable ». L’article 55 de la loi Grenelle 1 du 3 août 2009 dispose : « Les établissements d’enseignement supérieur élaboreront, pour la rentrée 2009, un « Plan vert » pour les campus. Les universités et grandes écoles pourront solliciter une labellisation sur le fondement de critères de développement durable ». Un canevas de plan vert d'établissement a été préparé par la Conférence des Grandes Écoles, le Réseau français des étudiants pour le développement durable et la Conférence des présidents d'université. Le canevas respecte l'architecture de la stratégie nationale de développement durable en structurant les actions selon neuf défis clés.

### Dans les entreprises et les administrations
Les entreprises ont en général adopté dans leur stratégie des chartes de développement durable. La communication en interne sur ce sujet a cependant souvent laissé sceptiques les employés, en raison de distorsions avec les pratiques sociales observées sur le terrain.
En France, un certain nombre de dirigeants sont formés régulièrement dans différents organismes, comme le Collège des hautes études de l'environnement et du développement durable, l'institut Cap Gemini sur les aspects informatiques, ou échangent des informations dans le cadre de groupes d'anciens élèves d'écoles (X-environnement pour l'École polytechnique, ISIGE Alumni pour l'ISIGE-MINES ParisTech, etc.).
En France, le Collège des Directeurs du Développement Durable (C3D) propose un MOOC C3D / Collectif PRE, réalisé en partenariat avec sept réseaux reconnus sur ces sujets : l’ADEME, la Conférence des Grandes Écoles, le Collectif Génération Responsable, le Comité 21, le MEDEF, l’ORSE et le UN Global Compact France.

### Dans la société civile
Dans la société civile, ce sont les associations et les organisations non gouvernementales qui contribuent le plus à la sensibilisation du grand public. Les grandes ONG (WWF, Les Amis de la Terre, Secours catholique, CCFD-Terre solidaire, Action contre la faim, Amnesty International…) mettent en œuvre des démarches de responsabilité sociétale et organisent régulièrement des campagnes de sensibilisation sur des aspects particuliers du développement durable. Les sites internet de ces associations sont par ailleurs des outils de mobilisation remarquables. Les outils de calcul de l'empreinte écologique ou de l'empreinte carbone, librement accessibles sur la Toile, permettent de faire prendre conscience de l'ampleur du problème environnemental.
D’autres acteurs cherchent également à faire reconnaître l’expertise associative au profit de l’Agenda 2030, comme La Fonda qui peuvent apporter des solutions nouvelles aux grands défis sociaux et environnementaux. Ces mêmes acteurs de l’économie social et solidaire ont ainsi pris part à l’élaboration de la feuille de route nationale des ODD.

### Outils pédagogiques
En France, des outils pédagogiques sont apparus depuis la fin des années 2010, d'abord à destination des cadres des entreprises et de la fonction publique et des étudiants, mais aussi pour tout type de public, centrés principalement sur les enjeux climatiques :
- La fresque du climat, qui permet de découvrir par petits groupes les relations de cause à effet dans les mécanismes du changement climatique[169];
- La fresque de la biodiversité, inspirée de la fresque du climat, appliquée à la préservation de la biodiversité[170] ;
- 2tonnes, pour se projeter dans un monde avec une consommation recommandée de 2 tonnes de CO2 (au lieu de 10 à 12 actuellement[Quand ?] en France)[171],[172]…

## Outils et mesure du développement durable
Le développement durable est une notion complexe, qui couvre des réalités indifférentes : rééducation des gas à effet de serre, protection de la biodiversité, protection des droits humains…, ce qui explique l'extrême difficulté de construire un système global d’indicateurs susceptible de le décrire de façon pertinente dans son ensemble et pour l’ensemble des secteurs. L'évaluation des progrès vers le développement durable doit s'effectuer selon les principes de Bellagio.

### PIB: un indicateur exclusivement économique

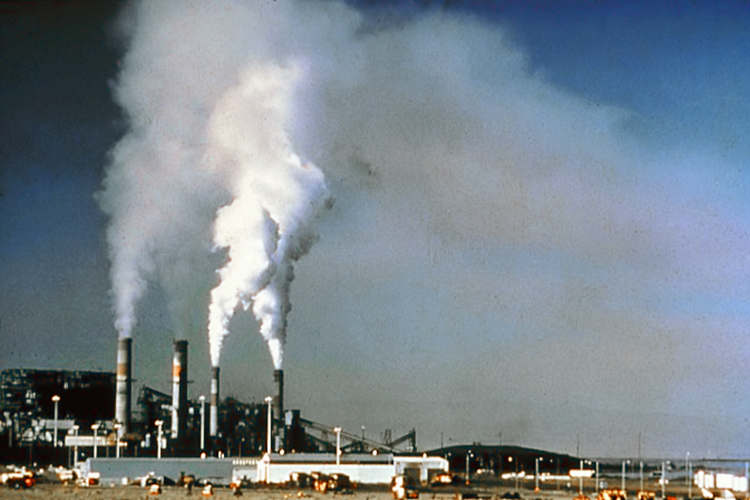
Avant l'installation de dispositifs de désulfuration, les émissions de cette usine du Nouveau-Mexique contenaient des quantités excessives de dioxyde de soufre.

Le produit intérieur brut est un indicateur universellement employé dans les comptabilités nationales pour mesurer la croissance économique, au point de conditionner une grande part des raisonnements et stratégies économiques, mais son usage induit des effets pervers pour la décision politique et les relations internationales. On dit que l'on est en croissance ou en récession selon que le PIB est en augmentation ou en diminution. Le PIB est censé mesurer la croissance économique à long terme, mais il prend mal en compte la variation du capital naturel (éventuellement fossiles) qui est un effet de long terme. C'est notamment la raison pour laquelle le PIB est critiqué par certains auteurs, qui en soulignent les limites pour la mesure effective de la richesse d'un pays.
Le PIB est calculé par agrégation de la valeur ajoutée des entreprises, elle-même calculée en comptabilité nationale en fonction de la production et des consommations intermédiaires. Les indicateurs de développement durable tels que ceux qui figurent dans le Global Reporting Initiative ou les indicateurs demandés par la loi relative aux nouvelles régulations économiques en France, ne sont pas intégrés dans ces calculs.
La question se pose donc de savoir si le PIB est une mesure de développement durable. Les insuffisances du PIB comme mesure de la croissance à long terme sont à l'origine des réflexions sur le PIB vert.
En France, l'Insee fait néanmoins figurer le PIB comme l'un des onze indicateurs de la stratégie nationale de développement durable. La France a une réflexion sur l'utilisation de nouveaux indicateurs dont l'empreinte écologique.
L'Europe a annoncé qu'elle publierait dès 2010 un indice présentant la pression exercée sur l'environnement (émissions de gaz à effet de serre, réduction des espaces naturels, pollution atmosphérique, production de déchets, utilisation des ressources, consommation d'eau et pollution de l'eau), qui accompagnera la publication du PIB.
Depuis 2008, le Forum pour d'autres indicateurs de richesse (FAIR) réfléchit sur d'autres indicateurs de richesse que le PIB et le taux de croissance.

### Indices synthétiques
Les instruments macroéconomiques classiques (PIB par exemple) s'avèrent insuffisants, voire dans certains cas déficients pour mesurer le développement durable : la croissance économique apparaît ainsi dans certains cas comme déconnectée, voire opposée aux objectifs du développement durable.
Il s'agit donc d'élaborer des indicateurs synthétiques qui permettent de rendre compte au mieux de l'efficacité d'une politique de développement durable. Plusieurs indices ont été établis, qui concernent chacun un ou plusieurs « piliers » du développement durable :
- Sur le plan économique, il est possible de donner une valeur monétaire à l'environnement (on parle alors de capital naturel)[182] ou de PIB vert ;
- Sur le plan environnemental, il existe les indicateurs suivants :
  - l'indice de performance environnementale[183],
  - le bilan carbone ou les tonnes de CO2 émises (bilan carbone personnel pour les particuliers),
  - la consommation énergétique,
  - l'empreinte écologique, la biocapacité et le déficit écologique — différence entre l'empreinte écologique et la biocapacité — (ou excédent écologique si la biocapacité est supérieure à l'empreinte écologique) ;
  - l'indice planète vivante (The Living Planet Index ou LPI pour les anglophones), indicateur d'état de la biodiversité mondiale, qui montre une diminution de 58 % entre 1978 et 2012 des populations mondiales de vertébrés (poissons, oiseaux, mammifères, amphibiens et reptiles)[184],
- Sur le plan social, on parle d'indice de développement humain (qui mesure la richesse, le taux d'alphabétisation et la santé d'une population), de coefficient de Gini, d'indice de bien-être durable ou d'indicateur de progrès véritable…

Tout indice est néanmoins sujet à caution : la manière d'agréger les données exprime un parti-pris. Qu'est-ce qu'un pays « avancé en développement durable » ? Est-ce un pays qui consomme peu de ressources (comme le Bangladesh), ou est-ce un pays avec de nombreux parcs nationaux protégés (comme les États-Unis) ?

### Cas particulier des émissions de gaz à effet de serre par un pays
Il existe deux méthodes de comptabilisation des émissions de gaz à effet de serre (GES) par un pays :
- l'approche territoriale sur laquelle est établi l'inventaire national selon l'obligation de rapportage de la CCNUCC (Convention-cadre des Nations unies sur les changements climatiques) qui comptabilise les émissions liées à la production sur le territoire pour répondre aux objectifs de l'accord de Paris sur le climat de 2015 ; elle ne tient donc pas compte des émissions associées aux importations de biens manufacturés (émissions importées) ;
- l'approche consommation sur laquelle est établie l'empreinte carbone d'un pays.

Si l'on prend l'exemple de la France, en 2017, l'empreinte carbone était de 633 Mt CO2 éq., sensiblement supérieure aux émissions de l'inventaire national qui étaient de 445 Mt CO2 éq.. La différence s'explique pour l'essentiel par les émissions associées aux importations (pour consommations intermédiaires ou pour usage final). Ainsi, alors que les émissions territoriales de la France et de l'Union européenne ont baissé sur la période 1990-2018, celles de la Chine et de l'Inde, fortement émettrices de gaz à effet de serre (usage de centrales à charbon…) ont fortement augmenté sur la même période. Cela révèle l'ampleur des délocalisations et de la désindustrialisation de la France en particulier et de l'UE plus généralement.
Un rapport de 2013 du Réseau Action Climat France, de l'Ademe, et du CITEPA alertait déjà sur l'importance croissante des émissions importées. En 2020, cette alerte a été confirmée par un rapport du Haut Conseil pour le climat ou encore le Sustainable Development Solutions Network (SDSN) qui se penche sur la méthodologie, les causes et les stratégies à mettre en place pour mieux déterminer mais aussi maîtriser l’empreinte carbone des produits importés en France.

### Outils d'aide à la décision pour le développement durable
L’OQADD, outil de questionnement et d’aide au développement durable, est une grille de questionnement permettant de susciter des débats sur les problématiques relatives au développement durable, en mettant en avant les points-clefs d'un projet. Ils se réclament à la fois de l’évaluation des politiques et de l’analyse multicritère, mais sont plutôt utilisés pour questionner des politiques ou des projets au regard des critères de développement durable. Ce sont des grilles de critères en arborescence, déclinants les principales dimensions du développement durable (économie, écologie, social, gouvernance…).
Cet outil peut être soumis aux différents acteurs intervenant dans la mise en place d’un nouveau projet : des élus, des industriels, des associations de défense de l’environnement, des syndicats…

### Indicateurs et normes
La mesure microéconomique du développement durable pour les entreprises peut se faire par l'intermédiaire des critères du Global Reporting Initiative, comportant 79 indicateurs économiques. Par ailleurs l'OCDE a effectué des travaux importants sur les indicateurs environnementaux, et a développé pour cela le modèle pression-état-réponse.
Les principales normes et certifications qui peuvent être appliquées par les entreprises sont la norme environnementale ISO 14001, la norme sur le management de l'énergie ISO 50001, la norme sur la qualité ISO 9001, la norme ISO 45001 sur la santé et sécurité au travail, et le standard SA 8000 sur l'éthique et le social. Il existe également un guide SD 21000 (en France) pour la prise en compte des enjeux du développement durable dans les petites entreprises.
Une nouvelle norme sur la responsabilité sociétale des entreprises, l'ISO 26000, a été publiée en 2010. Cette norme intègre la responsabilité sociétale, la gouvernance et l'éthique d'une manière plus élargie.
Par ailleurs, les entreprises peuvent être notées par des agences de notation sociétale, qui prennent en compte dans leur notation des critères extra-financiers (environnementaux et sociaux). Les entreprises sont jugées par ces agences sur la base de leurs rapports de développement durable, ou de tout document permettant d'apprécier les performances économiques, environnementales et sociales. La notation sociétale est ensuite utilisée par les investisseurs pour constituer des portefeuilles de valeurs appelés investissements socialement responsables (ISR).

### Indicateurs clés pour le suivi de l'économie circulaire
La transition vers une économie réellement économe en ressources passe par l'utilisation optimale des ressources naturelles, dans ce que l'on appelle un modèle d'économie circulaire, dans lequel les déchets sont réutilisés comme matières premières de l'industrie. La France retient en 2021 11 indicateurs clés pour le suivi de l'économie circulaire, comme la consommation intérieure de matières par habitant, et la productivité matières.

## Application opérationnelle dans les entreprises
La mise en œuvre d'une démarche de développement durable dans une entreprise est un processus complexe, qui a pour objectif la triple performance (économique, sociale et écologique) de l'entreprise.
Elle engage tous les domaines de l'entreprise. Il s'agit de mettre en place une véritable gestion de programme transverse, avec des correspondants dans les principales entités de l'organisation, en impliquant les parties prenantes dans un modèle d'entreprise durable. Nous donnons ci-dessous quelques exemples de domaines d'application particulièrement concernés par la mise en œuvre d'une démarche de développement durable ou de responsabilité sociétale.

### Ventes et logistique
Les ventes et la logistique sont particulièrement impactées par les questions de développement durable. La fonction administration des ventes des entreprises est en effet responsable de la livraison au client final, qui fait appel le plus souvent au transport routier, fortement consommateur de produits pétroliers.

### Marketing
Il s'agit d'identifier les opportunités et les menaces dans le contexte d'une sensibilité accrue des consommateurs et du marché aux enjeux du développement durable, en accord avec les parties prenantes. Le marketing doit aussi véhiculer vers les autres domaines de l'entreprise les valeurs demandées par le marché. Certaines sociétés se contentent parfois d'opérations de communication plutôt que de vraiment changer le fonctionnement de l'entreprise ; on parle alors d'écoblanchiment (en anglais : greenwashing).
Élizabeth Reiss montre que les entreprises ont intérêt à créer des produits et des services responsables, parce que les clients le demandent, et parce que c'est rentable. Elle donne des pistes pour revoir les modes de production et de communication. L'entreprise peut dans certains cas y gagner en productivité et fidéliser ses équipes de salariés et ses clients.
Christophe Sempels et Marc Vandercammen analysent le comportement du consommateur responsable, et soulignent le rôle du marketing dans la mise en œuvre d'innovations durables et dans leur acceptation par les marchés. Ils cherchent à créer le lien entre une demande et une offre plus responsables, en passant d'une logique « produit » à une logique « service ».
Plusieurs programmes de fidélisation ayant pour but la modification des comportements de consommations au travers d'outils marketing ont vu le jour ces dernières années. C'est par exemple le cas de RecycleBank (en) aux États-Unis ou encore du programme Green Points en France. Ces types de programme utilisent le principe de prime pour motiver le consommateur à changer ses habitudes de consommation.

### Recherche et développement
Les caractéristiques du développement durable que sont les échelles temporelles et spatiales multiples, et l'interconnexion des problèmes, conduisent à des problématiques nouvelles de recherche et développement, à la recomposition de certains champs de recherche, et à l'apparition de nouvelles disciplines. La réponse aux demandes du développement durable passe par un accroissement des travaux de nature interdisciplinaire, entre sciences de la nature et sciences humaines et sociales. Il est nécessaire de structurer la recherche scientifique de manière plus fédérative, en organisant des institutions transversales et internationales. La demande d'expertise nécessite souvent la coopération de disciplines différentes. La recherche pour le développement durable nécessite de meilleures données, plus abondantes, et des outils plus performants dans le domaine de la modélisation et de la prospective. La recherche doit imaginer de nouvelles formes de coopération avec les autres acteurs, responsables politiques, entreprises, associations, syndicats, et autres composantes de la société civile.
Le marketing doit répondre à la question de savoir s'il faut investir dans le recyclage ou investir dans de nouveaux produits propres, ce qui impose des choix dans la recherche et développement. La recherche peut se faire dans des laboratoires de recherche internes aux entreprises, ou en partenariat avec des laboratoires publics, par exemple dans le cadre de pôles de compétitivité.
La recherche et développement peut avoir besoin d'outils de gestion des connaissances pour améliorer l'efficacité de ses recherches. Elle doit procéder à une veille technologique orientée vers des objectifs de développement durable.

### Aspects juridiques
Sur le plan règlementaire, le développement durable se traduit par un ensemble de textes juridiques, qui peuvent être établis soit au niveau européen (directives de l'Union européenne), soit au niveau des États. Quelques exemples de règlements européens sont le règlement REACH sur les substances chimiques, ou la directive sur les déchets d'équipements électriques et électroniques (DEEE), pour ce qui concerne le pilier environnemental.
Au niveau des États, le droit de l'environnement et le droit social s'appliquent sur chacun de ces piliers environnemental et social (en France le code de l'environnement et le code du travail).
En France :
- La charte de l'environnement, de valeur constitutionnelle, stipule à l'article 6 que « les politiques publiques doivent promouvoir un développement durable. À cet effet, elles concilient la protection et la mise en valeur de l'environnement, le développement économique et le progrès social ».
- Les marchés publics, soumis à une réglementation stricte, peuvent intégrer des clauses environnementales et sociales, en vertu des articles L.2111-1 et L.2112-2 du code de la commande publique[200]. Le code de la commande publique concerne les entreprises en tant que fournisseurs des organismes publics.
- La loi relative aux nouvelles régulations économiques, dans son article 116, impose aux entreprises cotées en bourse de produire des rapports d'activité qui rendent compte des conséquences environnementales et sociales de leur activité[201].

Les services juridiques des entreprises doivent procéder à une veille juridique, éventuellement pour les petites et moyennes entreprises (PME) avec l'aide des chambres de commerce et d'industrie.
Outre cette veille, les services juridiques sont amenés à vérifier la conformité des actions de développement durable de l'organisation dans ses déclinaisons économiques, sociales et environnementales par rapport aux normes applicables et la communication extra-financière qui l'accompagne.

### Achats
Le respect de critères environnementaux, sociaux, et économiques dans l'élaboration des produits d'une entreprise dépend non seulement de ses processus internes, mais aussi de la qualité des produits achetés auprès des fournisseurs de l'entreprise, des services inhérents à ces achats, en particulier le transport, ainsi qu'en amont de ceux-ci. La performance en matière de développement durable dépend donc de l'intégration progressive de la chaîne d'approvisionnement dans le référentiel de responsabilité sociétale des entreprises concernées. Il est nécessaire de revoir la stratégie achats (réduction des coûts, élimination des déchets, augmentation de l'efficacité énergétique, conservation des ressources), en faisant participer les partenaires fournisseurs de l'entreprise.
Gérer le développement durable dans les achats des entreprises, des organismes publics ou encore des collectivités locales peut se faire en tenant compte du coût global d'acquisition qui, outre le prix d'achat, intègre le transport des produits achetés, le dédouanement, les garanties, les coûts de stockage, l'obsolescence, les déchets générés lors de la production et en fin de vie.
L'engagement d'un plan d'action développement durable aux achats répond généralement à des arguments de quatre natures différentes :
- un argument citoyen, comme moyen d'action en vue de permettre aux générations du présent de répondre à leurs besoins sans compromettre la capacité des générations futures de répondre aux leurs ;
- un argument économique, relatif aux économies d'achat qui proviennent d'une meilleure conception produit ;
- un argument communication, relatif aux risques sur l'image (réputation) ;
- un argument légal, consistant en la réponse aux obligations règlementaires (code de la commande publique dans le secteur public en France).

### Finance
La mise en œuvre d'une politique de développement durable dans les entreprises dépend largement de l'utilisation des ressources de l'entreprise. Ces ressources peuvent être des actifs physiques (immobilisations au sens classique du terme), mais aussi des actifs immatériels (immobilisations incorporelles) ou tout simplement des ressources humaines, c'est-à-dire des salariés et des partenaires de l'entreprise.
L'atteinte des objectifs de développement durable dépend en grande partie de la façon dont les entreprises vont orienter l'action de l'ensemble de ces ressources (employés, parties prenantes, organisation…). Des réflexions apparaissent sur de nouvelles méthodes d'estimation de la valeur financière des entreprises à travers la notion de capital immatériel.
Les actifs financiers que sont les investissements socialement responsables (ISR) permettent d'orienter les portefeuilles de valeurs financières vers des actifs qui respectent des critères à la fois environnementaux, sociaux et économiques. L’ISR a une vision à long terme de nature à donner des résultats meilleurs que ceux des sociétés qui agissent dans la perspective d'objectifs financiers à court terme. Selon une définition officielle donnée en juillet 2013 par le Forum pour l'investissement responsable (FIR), association réunissant les acteurs de l'ISR en France, et l'Association française de la gestion financière (AFG), association des acteurs du métier de la gestion, « L'ISR est un placement qui vise à concilier performance économique et impact social et environnemental en finançant les entreprises et les entités publiques qui contribuent au développement durable quel que soit leur secteur d'activité. En influençant la gouvernant et le comportement des acteurs, l'ISR favorise une économie responsable ».
L’ISR est encore trop récent et le recul insuffisant pour le vérifier de façon tangible et assez large, mais l’observation des fonds ISR les plus anciens laisse penser que leur rentabilité est comparable, voire parfois meilleure que celle des autres fonds.
Il faut également signaler le développement de toute une branche de la finance, la finance du carbone, liée aux enjeux des gaz à effet de serre. Le projet Bluenext s'inscrit dans ce type d'activités.
Durant le mois de janvier 2019, seize très grandes entreprises européennes (ENEL, EDF, Engie, EDP, Ferrovie dello Stato Italiane, Iberdrola, Icade, Ørsted, RATP, SNCF Réseau, Société du Grand Paris, SSE, Tennet, Terna, Tideway, Vasakronan) lancent le Corporate Forum on Sustainable Finance, un réseau tourné vers le développement d'outils du financement vert.

### Systèmes d'information, numérique

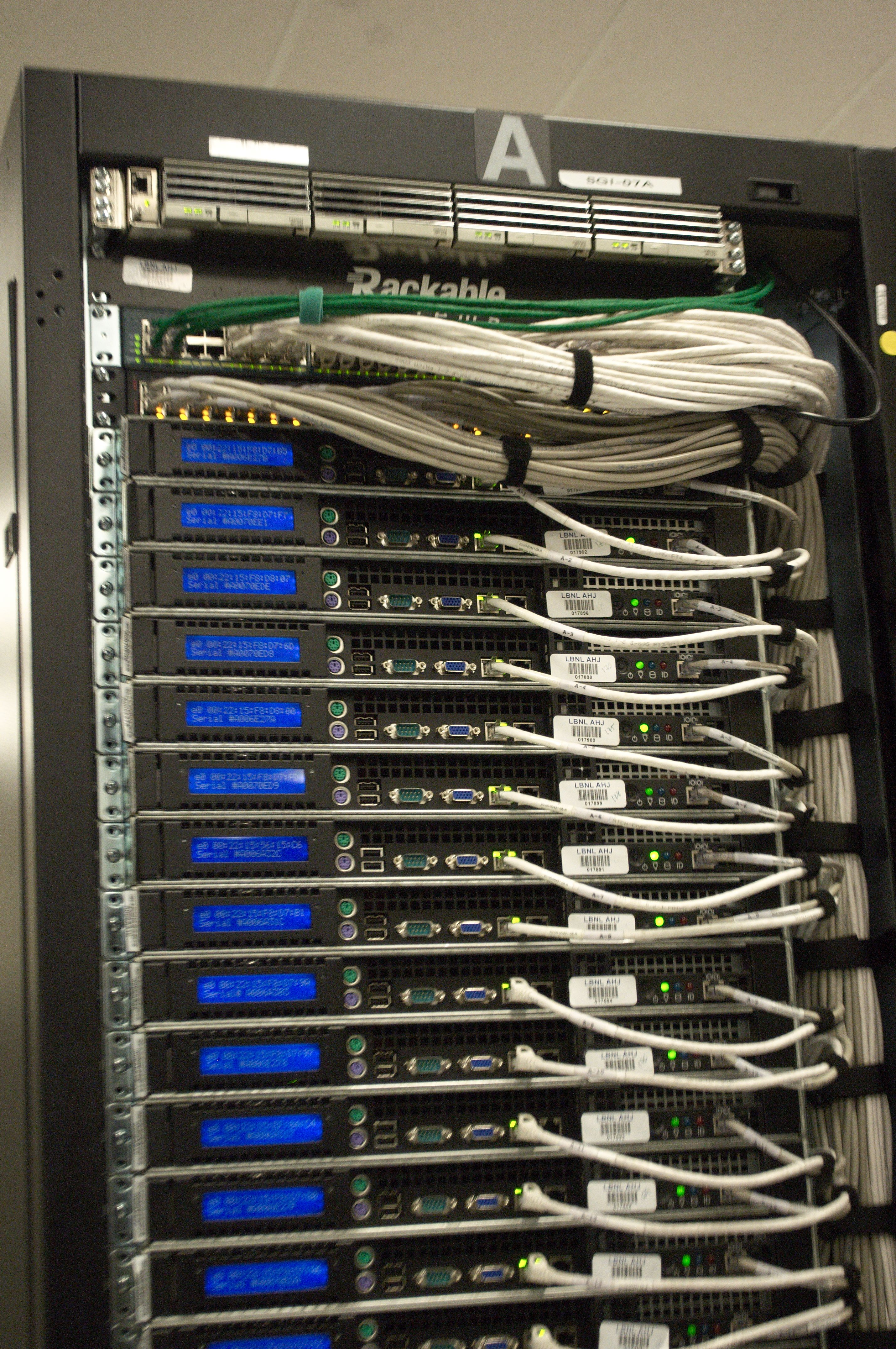
Centre de stockage des données.

Il existe une croyance selon laquelle l'informatique serait « virtuelle » ou « immatérielle ». Dans les faits, le « zéro papier » est « un mythe ». Une analyse qualitative des avantages et des inconvénients de la dématérialisation du point de vue du développement durable montre en effet que les choses ne sont pas si simples. En particulier, ce processus n'améliore pas la qualité environnementale des produits.
L'informatisation massive de l'économie depuis une cinquantaine d'années, que l'on appelle aujourd'hui en France transformation numérique, nous a fait passer dans une économie de l'« immatériel », dans laquelle l'augmentation des flux de gestion pilotés par l'informatique s'est accompagnée d'une augmentation parallèle des flux de biens marchands, donc des quantités de ressources naturelles consommées, comme le montre Jean-Marc Jancovici.
La transformation numérique concerne de plus en plus des usages de particuliers. Elle s'accompagne d'un impact environnemental important correspondant, selon un rapport de l'association française The Shift Project publié en octobre 2018, à 3,7 % des émissions de gaz à effet de serre mondiales[source secondaire souhaitée], soit plus que le trafic aérien. Selon un rapport de juillet 2019 de la même association, la vidéo en ligne, ou streaming vidéo, représente à elle seule 1 % des émissions de gaz de effet de serre mondiales. Selon Frédéric Bordage (GreenIT), la multiplication exponentielle des objets connectés (internet des objets) est la principale responsable de l'impact environnemental du numérique au tournant des années 2020.
Les initiatives actuelles sur l'application des principes de développement durable en informatique concernent le plus souvent le matériel informatique proprement dit (recyclage et consommation électrique). Il existe une certification internationale pour les équipements, la certification TCO, ainsi qu'une directive européenne sur les substances dangereuses, la directive RoHS. L'informatique durable (en anglais : green IT) se concentre essentiellement sur les bonnes pratiques portant sur le matériel informatique.
Plus fondamentalement, le développement durable pose de nouveaux défis : faire face à l'augmentation des connaissances, gérer une nouvelle relation avec les clients, respecter des réglementations de plus en plus complexes. Pour cela, il est nécessaire de restructurer les systèmes d'information selon une nouvelle architecture : celle du système d'information durable, combinant gestion des données de référence (MDM), système de gestion de règles métier (BRMS) et gestion des processus métiers (BPM).
L'application aux processus d'affaires vertueuse sur le plan du développement durable pose le problème du partage de l'information environnementale et sociale entre les entreprises et les administrations publiques, ainsi qu'avec leurs parties prenantes. Concernant l'application au volet environnemental proprement dit, on parle d'éco-informatique (les Américains emploient l'expression Green IT 2.0).
Les systèmes d'information actuels sont très hétérogènes et n'ont le plus souvent pas été conçus pour gérer une information à caractère sociétal. Ainsi, les exigences de développement durable nécessitent-ils de structurer les informations utiles pour la gestion des programmes concernés, et plus particulièrement pour la gestion des données et la structuration de réseaux de compétence. Le Royaume-Uni a mis en place une régulation publique de l'information environnementale. La France mise sur l'effet de la loi relative aux nouvelles régulations économiques pour réguler l'économie. D'une façon générale, le développement durable pose le défi de gérer une grande quantité d'informations non structurées ; pour cela, plusieurs méthodes sont apparues : les techniques du web sémantique s'appuyant sur des ontologies et des métadonnées ; les projets d'ingénierie des connaissances.
Un autre problème crucial qui se pose est de savoir quels sont les impacts de la course à la puissance informatique en matière environnementale, et si la fameuse loi de Moore est véritablement pertinente à long terme. On[Qui ?] constate que les ordinateurs et les logiciels sont généralement surdimensionnés par rapport aux besoins et que l'arrivée incessante de nouvelles versions de matériels et de logiciels a pour effet de diminuer la durée d'amortissement des équipements, donc de générer des déchets.
La convergence entre l'internet et le développement durable fait l'objet des réflexions du forum TIC21. L'Association pour le développement des outils multimédias appliqués à l'environnement (ADOME) a développé un moteur de recherche du développement durable, Écobase 21, composé de 70 000 liens[source secondaire souhaitée].

### Communication
Avec la mise en place de programmes de développement durable dans les entreprises et de l’agenda 21 dans les collectivités territoriales, s’est posée, à partir de 2002, la question de la « communication sur le développement durable ». Autrement dit, comment sensibiliser l’opinion au développement durable, impliquer les professionnels, et parfois convaincre les décideurs ?
Cette question a en partie trouvé sa réponse dans la création d'une direction du développement durable, qui est désormais perçue comme un poste stratégique dans l'entreprise. Une association loi de 1901, le Collège des Directeurs du développement durable (C3D), participe à faire évoluer la fonction du directeur de développement durable.
Plusieurs autres pistes et éléments de réponse sont donnés par des professionnels :
- « Il n’y a pas de communication miracle, mais un travail sur la durée ». En outre, il est souhaitable : « d’impliquer les associations, d'impliquer physiquement les citoyens (événements festifs, comités citoyens, témoignages, etc.), et d’agir plus sur l’émotionnel, car on convainc souvent mieux avec des événements festifs que des arguments scientifiques ». Concernant éco-produits et éco-services, la communication doit mettre « simultanément en avant l’aspect environnement/social et les égo-promesses (être en meilleure santé, avoir une plus jolie peau, etc.) »[219][source insuffisante], sous peine de ne pas convaincre et de ne pas vendre.
- « On passe d'une logique de conformité à une logique d'innovation », explique Michel Rios[220].

### Service après-vente
La mise en œuvre d'une démarche de développement durable dans le domaine du service après-vente se traduit le plus souvent par une politique de réparabilité des produits, qui peut permettre à l'entreprise de fidéliser ses clients et éviter l'obsolescence programmée, source de coûts économiques et environnementaux élevés.

## Application opérationnelle dans les administrations

### En France
La charte de l'environnement, de valeur constitutionnelle, dispose à l'article 6 que « les politiques publiques doivent promouvoir un développement durable. À cet effet, elles concilient la protection et la mise en valeur de l'environnement, le développement économique et le progrès social ».
Chaque ministère est doté d'un haut fonctionnaire au développement durable (HFDD). Celui-ci est chargé de contribuer à la coordination et à l'évaluation des politiques publiques en matière de développement durable au sein de son ministère. Les hauts fonctionnaires au développement durable constituent un comité, présidé par le délégué interministériel au développement durable qui anime et coordonne, au nom du Premier ministre, l’action des administrations de l’État en faveur du développement durable.
Les marchés publics, soumis à une réglementation stricte, peuvent intégrer des clauses environnementales et sociales, en vertu des articles L.2111-1 et L.2112-2 du code de la commande publique.

## Tableau synthétique
Le développement durable reste un concept pouvant être décliné selon de nombreux axes : ses fondements peuvent être vus comme étant philosophiques et/ou scientifiques, ses applications touchent tout autant le droit que les techniques de pointe ou la gouvernance. Le tableau ci-dessous présente les domaines dans lesquels le développement durable est appliqué, ainsi qu'une liste, non exhaustive, des articles associés.
| Domaine                   | Principaux articles |
| ------------------------- | --- |
| Pilotage                  | Politique européenne de développement durable · Stratégie nationale de développement durable · Agenda 21 · Agendas 21 locaux · Management environnemental · Sommet de la Terre · Éthique appliquée                         |
| Économie                  | Responsabilité sociale des entreprises · Triple bottom line · Parties prenantes · Investissement socialement responsable · Global Compact · Économie de l'environnement · Économie bouddhiste · Lutte contre la corruption |
| Social                    | Gestion des ressources humaines · Développement humain · Indice de développement humain · CHSCT · Pays en développement |
| Ressources naturelles     | Utilisation durable de l'eau · Utilisation durable des sols · Énergie renouvelable · Économie d'énergie |
| Agriculture               | Agriculture durable · Agriculture biologique · Traçabilité agroalimentaire · Sécurité alimentaire · Gestion durable des forêts                                                                                             |
| Industrie et Construction | Écologie industrielle · Chimie verte · Véhicule propre · Gestion des déchets · Écoconstruction · Haute qualité environnementale · Écologie urbaine                                                                         |
| Technologie               | Technologie intermédiaire · Meilleure technologie disponible · Technologie environnementale |
| Concepts                  | Empreinte écologique · Facteur 4 · Durabilité · Traçabilité · Analyse du cycle de vie · Filière intégrée · Coût du cycle de vie · Indicateur environnemental                                                               |

## Critiques de la notion

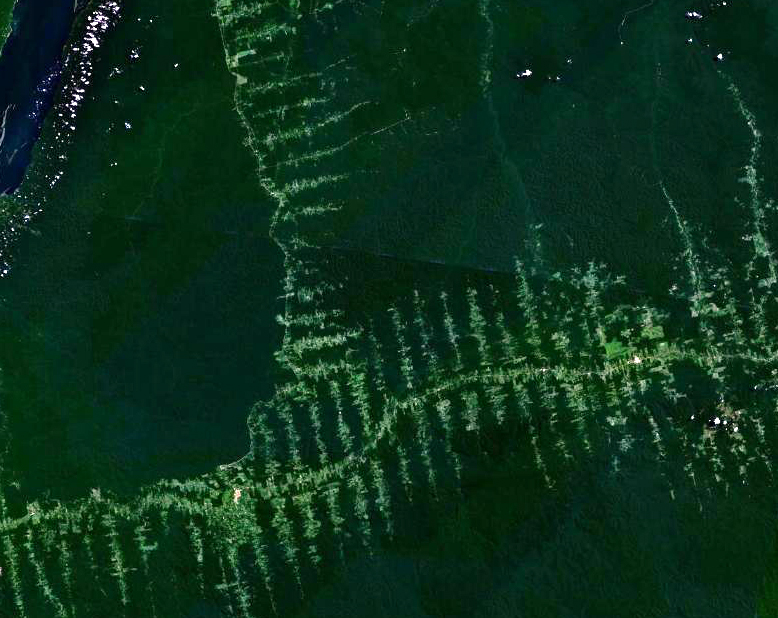
La déforestation et l'augmentation de construction de routes dans la forêt amazonienne sont une importante préoccupation en raison de l'empiétement humain sur les milieux naturels, de l'augmentation de l'extraction de ressources et davantage de menaces pour la biodiversité.

Le terme de « développement durable » a été critiqué pour le flou qui l'entoure. Luc Ferry écrit ainsi : « Je sais que l'expression est de rigueur, mais je la trouve si absurde, ou plutôt si floue qu'elle ne dit rien de déterminé. (…) qui voudrait plaider pour un « développement intenable » ! Évidemment personne ! […] L'expression chante plus qu'elle ne parle ».
Le concept rencontre des critiques à plusieurs niveaux. Ainsi, John Baden (en) considère que la notion de développement durable est dangereuse, car débouchant sur des mesures aux effets inconnus et potentiellement néfastes. Il écrit ainsi : « en économie comme en écologie, c'est l'interdépendance qui règne. Les actions isolées sont impossibles. Une politique insuffisamment réfléchie entraînera une multiplicité d'effets pervers et indésirables, tant au plan de l'écologie qu'au plan strictement économique ». À l'opposé de cette notion, il défend l'efficacité de la propriété privée pour inciter les producteurs et les consommateurs à économiser les ressources. Selon Baden, « l'amélioration de la qualité de l'environnement dépend de l'économie de marché et de la présence de droits de propriété légitimes et garantis ». Elle permet de maintenir l'exercice effectif de la responsabilité individuelle et de développer les mécanismes d'incitation à la protection de l'environnement. L'État peut dans ce contexte « créer un cadre qui encourage les individus à mieux préserver l'environnement », en facilitant la création de fondations vouées à la protection de l'environnement ».
Le philosophe Dominique Bourg craint une dérive vers des modèles de substitution à durabilité faible, qui admettent que la destruction du capital naturel — qui découle immanquablement des activités économiques — peut être compensée par la création de capital reproductible et donc de techniques diverses.
Dans le même ordre d'idées, certains auteurs, tels que les économistes américains Pearce (en) et Turner, par exemple, soutiennent en 1990, que la dégradation du capital naturel est irréversible, en soulignant que la capacité de l'environnement à assimiler les pollutions est limitée. D'autres auteurs, comme Paul Ekins en 2003, appartenant au courant de l'économie écologique, mettent en avant le caractère irremplaçable de certaines ressources naturelles, qui rend le capital naturel non substituable.
Le développement durable est également critiqué en ce qu'il peut n'être qu'un outil des pays du Nord contre les pays en développement : la géographe spécialiste du Tiers-Monde Sylvie Brunel, estime que les idées de développement durable peuvent servir comme paravent aux idées protectionnistes des pays du Nord pour empêcher le développement par le commerce des pays du Sud. Selon elle, le développement durable « légitime un certain nombre de barrières à l'entrée ». En offrant ainsi un prétexte au protectionnisme des pays développés, « le sentiment que donne le développement durable, c'est qu'il sert parfaitement le capitalisme ».
Certains auteurs dénoncent une dimension religieuse ou irrationnelle du développement durable. Sylvie Brunel parle ainsi de « technique de marketing digne des grands prédicateurs » et souligne ainsi que « « le développement durable est le produit de la dernière mondialisation et de toutes les peurs qu’elle peut entraîner ». Pour Claude Allègre, il s'agit d'une religion de la nature, qui a oublié que la préoccupation essentielle devait être l'homme : « La moulinette écologique a, hélas, amplifié le mot « durable » et effacé le mot « développement » au fil des années. Nous revendiquons ici le respect de cette exigence dans son intégralité. Ce n’est pas parce qu’on défend la nature qu’on peut laisser de côté la culture ».
D'autres penseurs soulignent encore les menaces potentielles pour les libertés individuelles que les idées au fondement du développement durable peuvent représenter. Le philosophe Luc Ferry voit par exemple dans les idées de Hans Jonas des idées potentiellement totalitaires et souligne les risques du développement durable à cet égard.
Les tenants de l'écologie politique considèrent que le terme de développement durable est un oxymore car les ressources naturelles sont finies alors que le mot « développement » présuppose, selon eux, une exploitation toujours plus importante, voire infinie, de ces ressources. Ainsi, Serge Latouche, sous un angle économique, ou Jean-Christophe Mathias, sous un angle philosophico-juridique, critiquent ce concept. Jean-Christophe Mathias estime que le concept de développement durable est « schizophrénique » car il propose de régler des problèmes environnementaux par ce qui en est, selon lui, l'origine, à savoir la croissance économique continue. Il considère que le développement durable, de même que le principe de précaution, n'est pas adapté à une politique volontariste de protection de la nature car il donne à ses yeux la primauté à l'économie sur les questions sociale et environnementale. Serge Latouche, de son côté, interroge les différentes dénominations du concept, à savoir développement durable, soutenable ou supportable et conclut que le développement serait problématique du fait de la finitude de la planète. Il propose de sortir de l'« économicisme » et d'organiser la décroissance.
L'éleveur Xavier Noulhianne critique la notion de développement durable car, selon lui, « le paradigme majeur de ce Grand Récit est qu'il serait possible de construire un avenir pour tous dans un monde tel qu'il est, sans avoir à en modifier les fondements » et qu'en particulier cette notion ne remettrait pas en cause l'industrialisation en cours des activités humaines et notre statut assigné d'administré ; elle concourrait même plutôt à renforcer leur légitimité.
D’autres critiques estiment que les trois dimensions, écologique, sociale et économique, ne suffisent pas à refléter la complexité de la société contemporaine. C'est ainsi que l'organisation Cités et Gouvernements locaux unis (CGLU) a approuvé en 2010 la déclaration « La culture : quatrième pilier du développement », fruit du travail réalisé dans le cadre de l'Agenda 21 de la culture.
Enfin, la définition classique du développement durable issue de la commission Brundtland (1987) peut apparaître à certains dépassée. En effet, il ne s'agirait aujourd'hui plus de viser, comme dans les années 1980, la satisfaction des besoins lointains de générations futures. C'est la satisfaction actuelle des besoins qui est maintenant compromise par les crises environnementales et sociales que connaît le XXIe siècle. Il ne s'agit plus, selon cette critique, d'anticiper les problèmes, mais de les résoudre. Le développement durable pourrait alors laisser place à la notion de « développement désirable », terme employé par le designer Thierry Kazazian, qui regroupe l'ensemble des solutions économiquement viables aux problèmes environnementaux et sociaux que connaît la planète. Ce nouveau mode de développement, facteur de croissance économique et d'emplois, serait une véritable « économie verte », fondée sur l'économie sociale et solidaire, l'écoconception, le biodégradable, le bio, la dématérialisation, le réemploi-réparation-recyclage, les énergies renouvelables, le commerce équitable ou la relocalisation.